# Biserica evanghelică din Dedrad

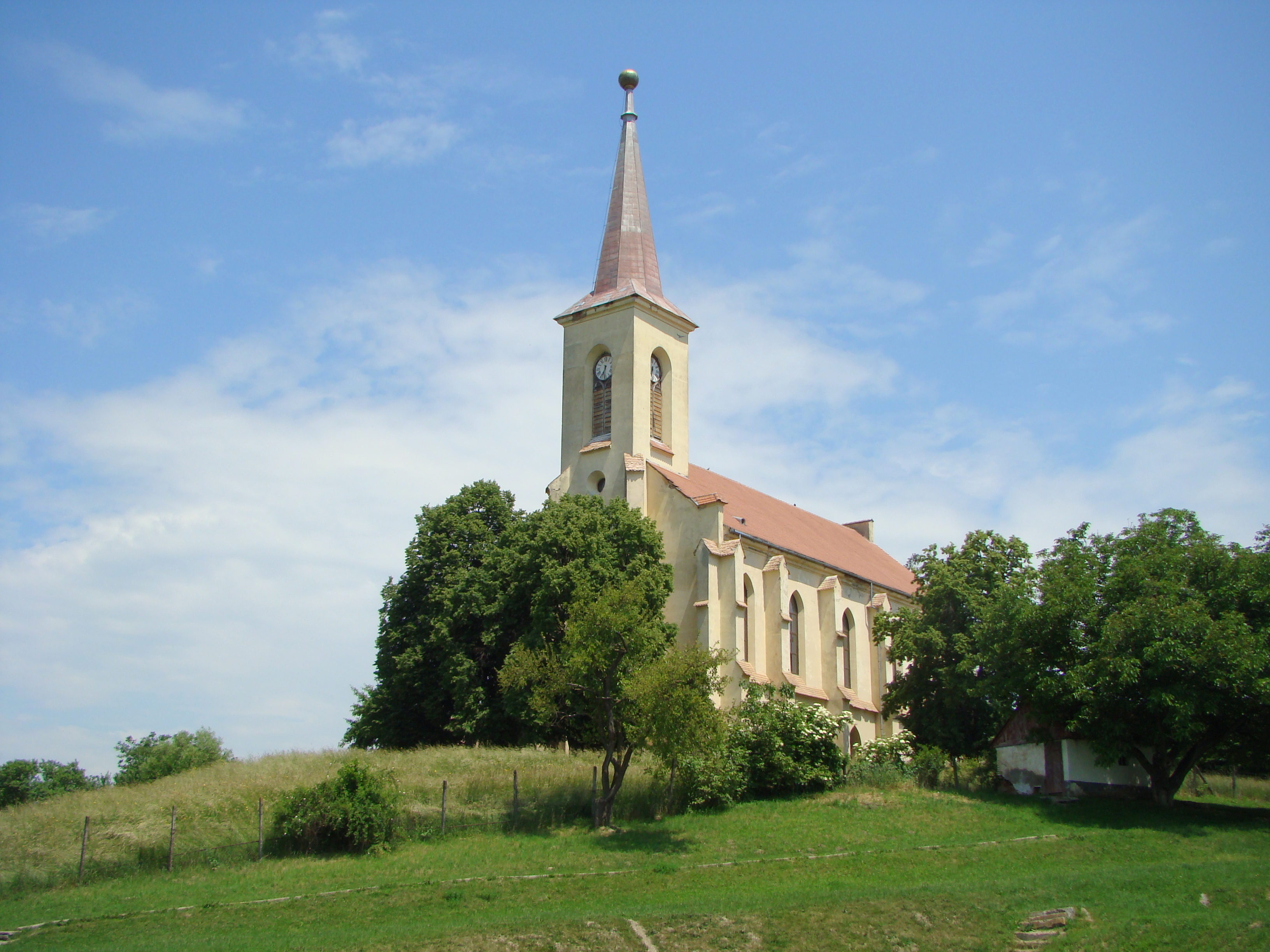
Biserica evanghelică din Dedrad, foto: iunie 2017.

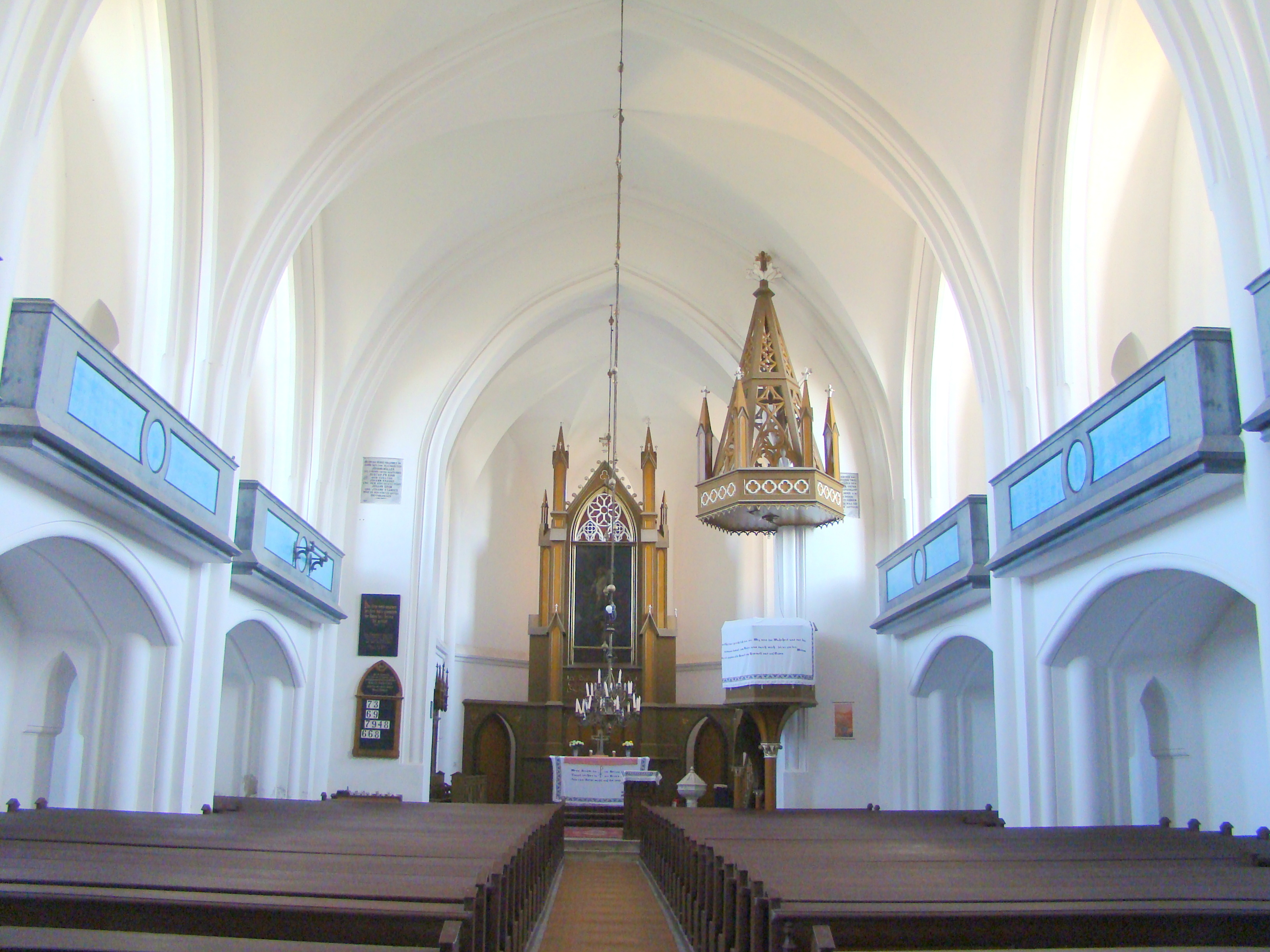
Nava spre altar

Biserica evanghelică din Dedrad este un monument istoric aflat pe teritoriul satului Dedrad, comuna Batoș. Figurează în lista monumentelor istorice sub cod LMI MS-II-m-B-15659. 

## Localitatea
Dedrad, mai demult Dredat (în dialectul săsesc Zaiplenk, în germană Deutsch-Zepling, Deutsch-Zapleng, Zepling, în maghiară Dedrád) este un sat în comuna Batoș din județul Mureș, Transilvania, România. Localitatea a fost atestată prima oară în anul 1319.

## Biserica
Biserică evanghelică din Dedrad a fost construită în stil neogotic între anii 1873 și 1884. Orga bisericii a fost realizată de Carl Leopold Wegenstein în anul 1928.

## Vezi și
- Dedrad, Mureș

## Imagini din exterior

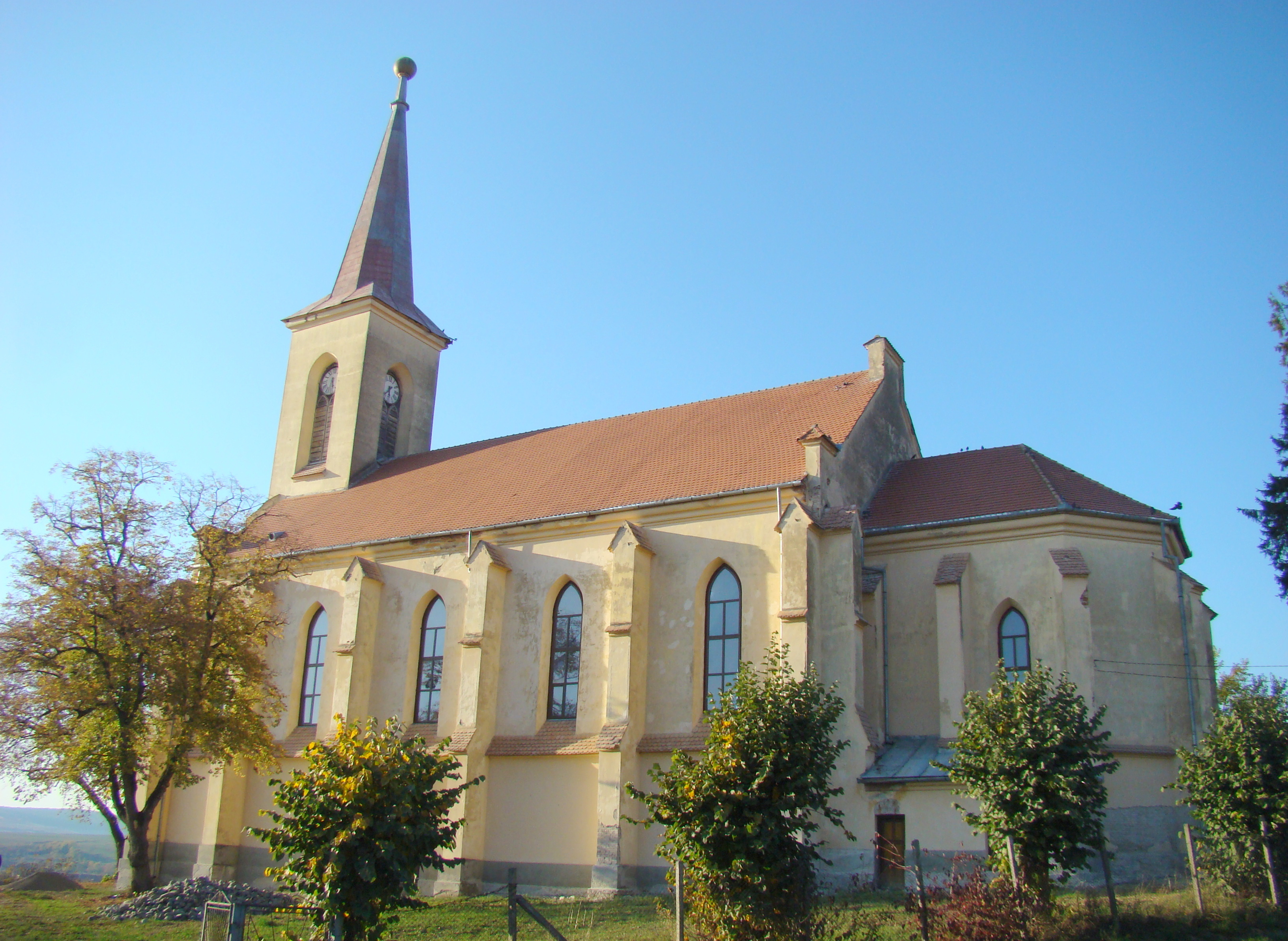
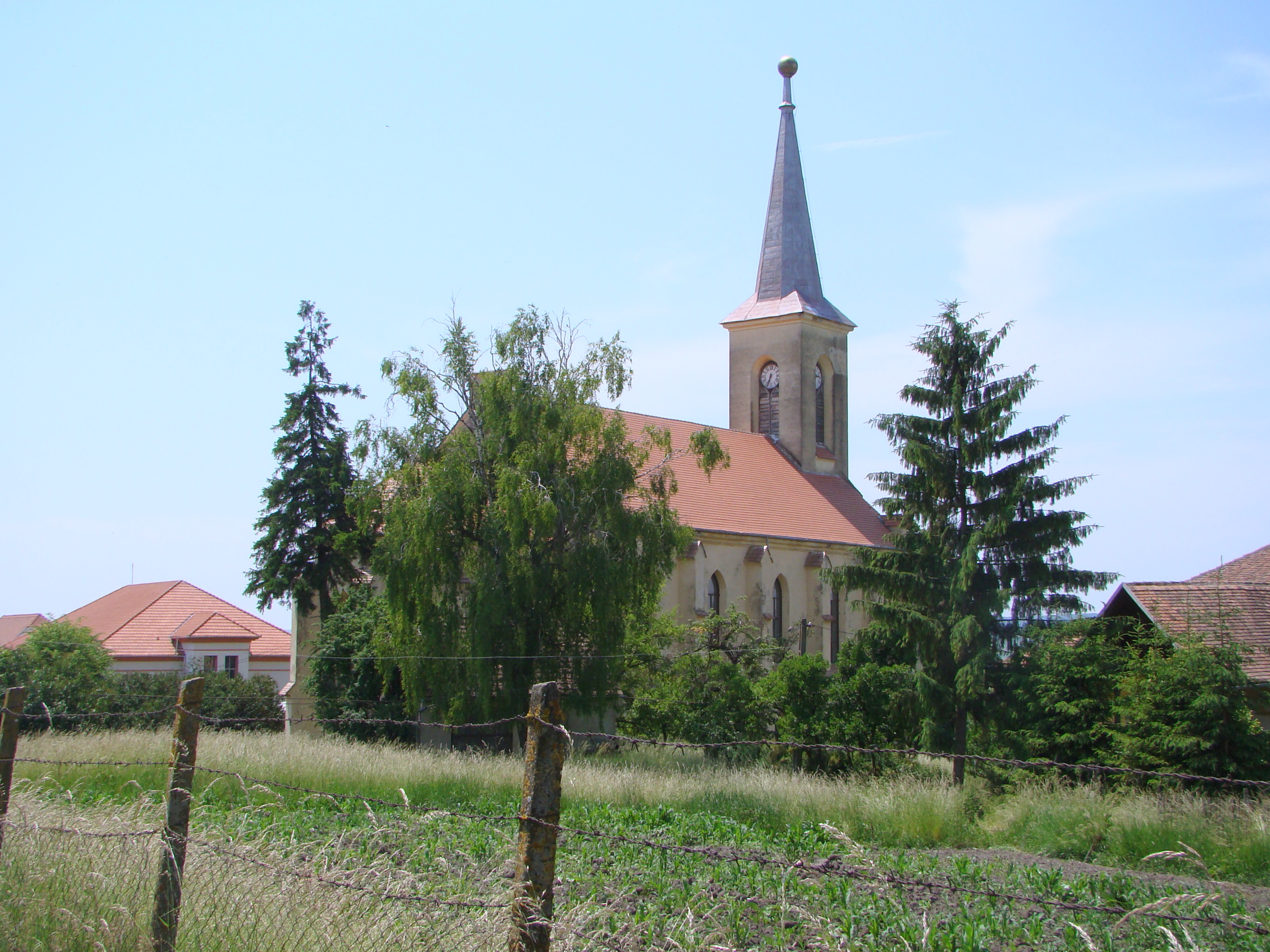
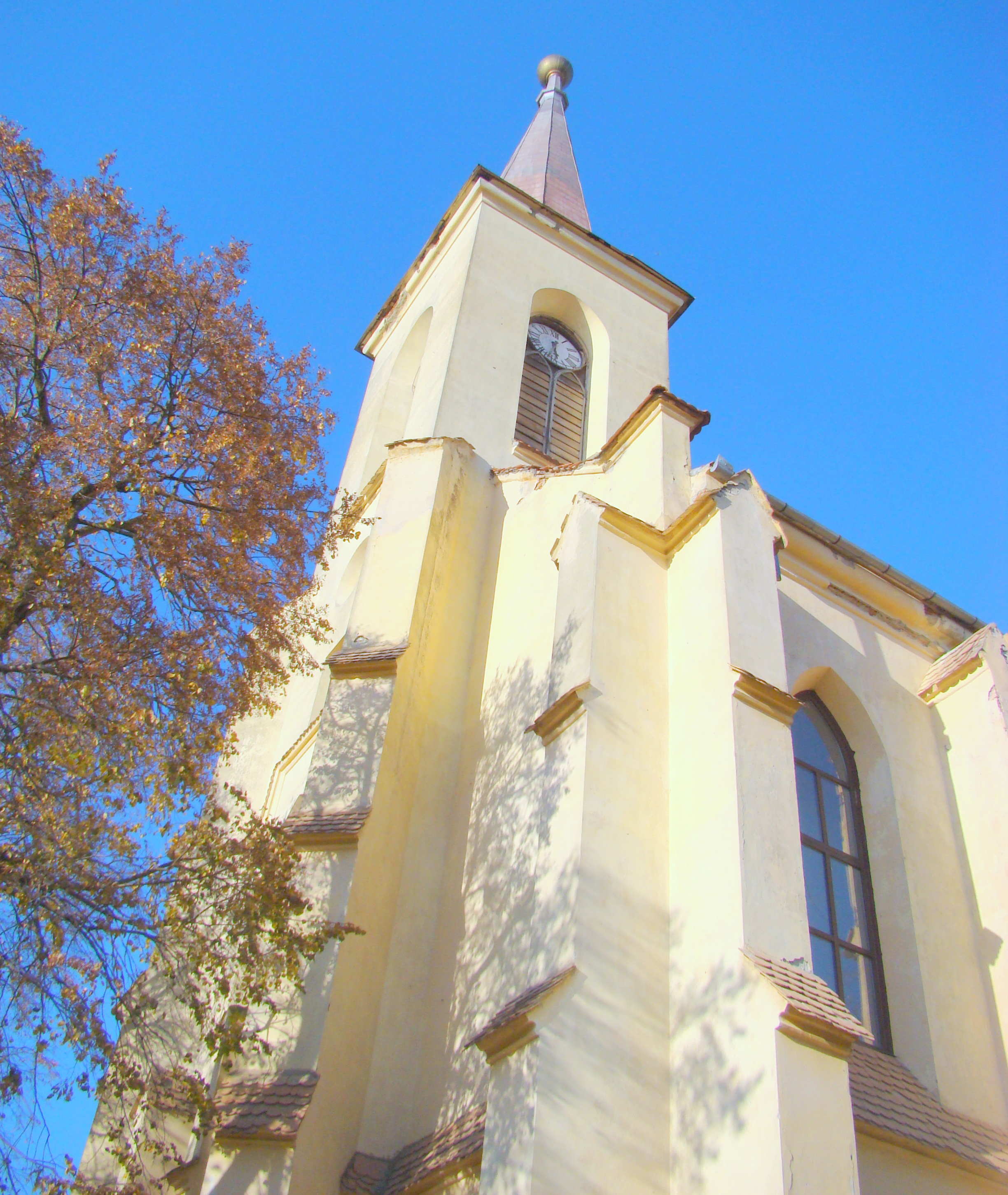
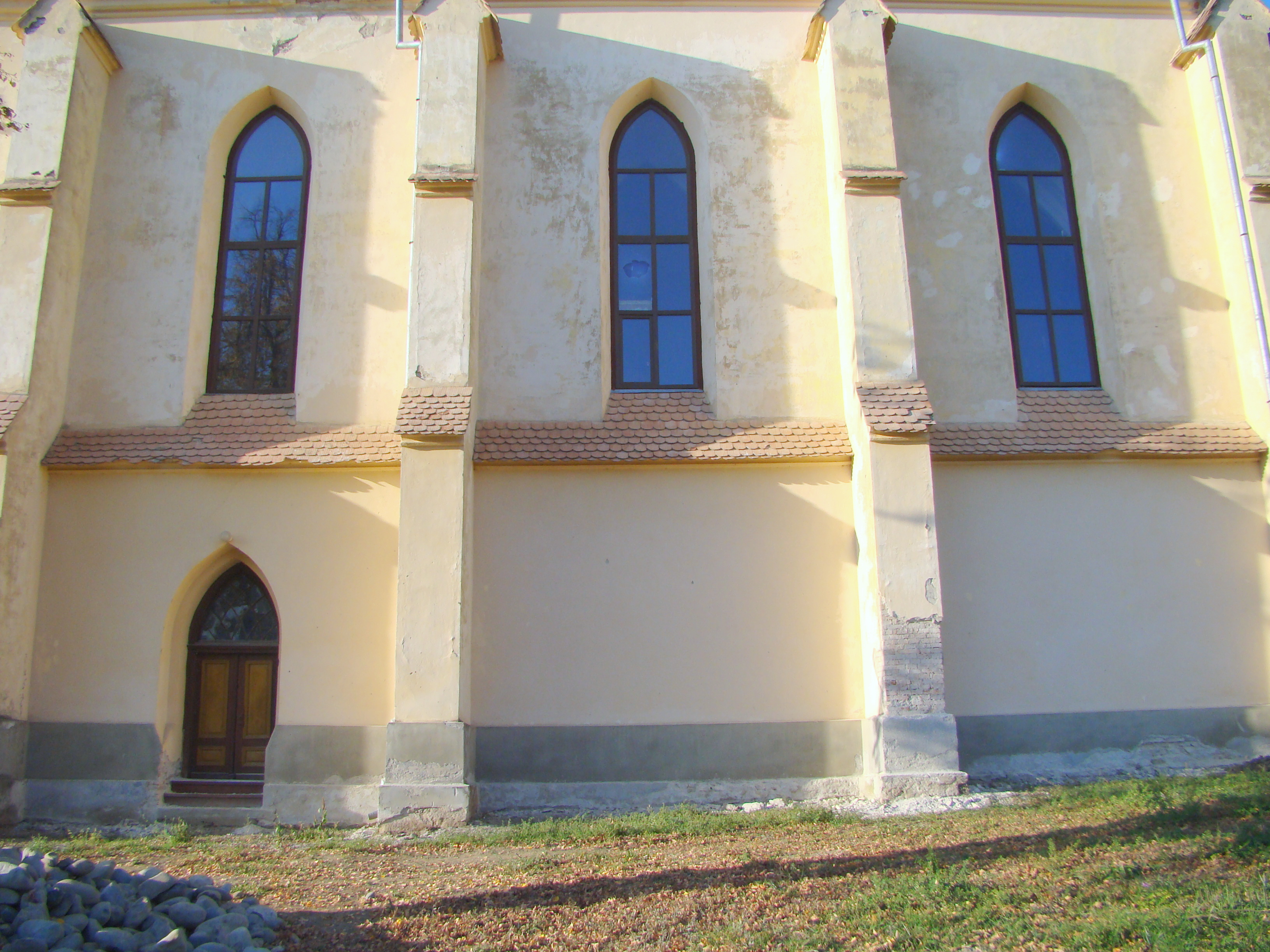
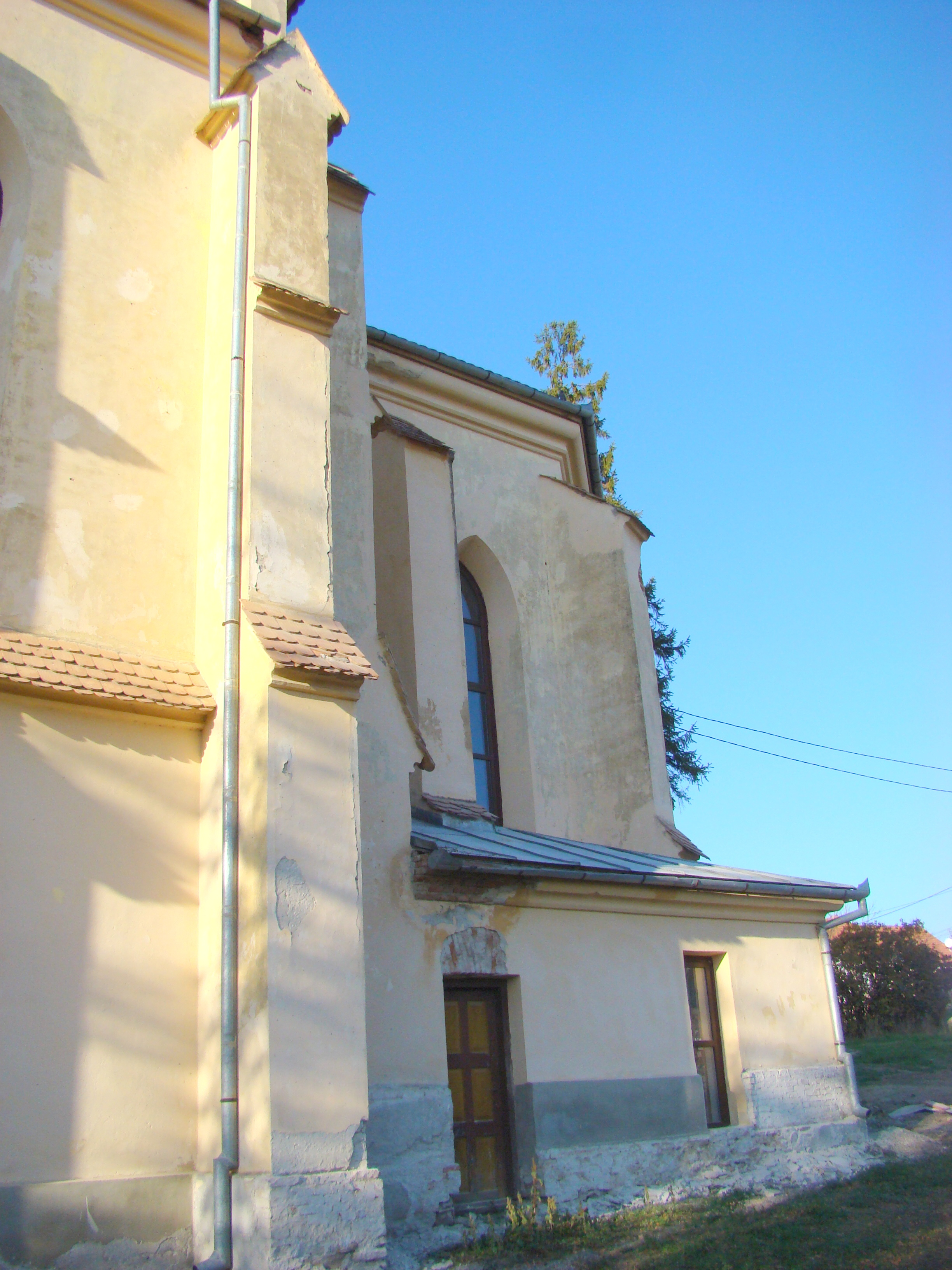
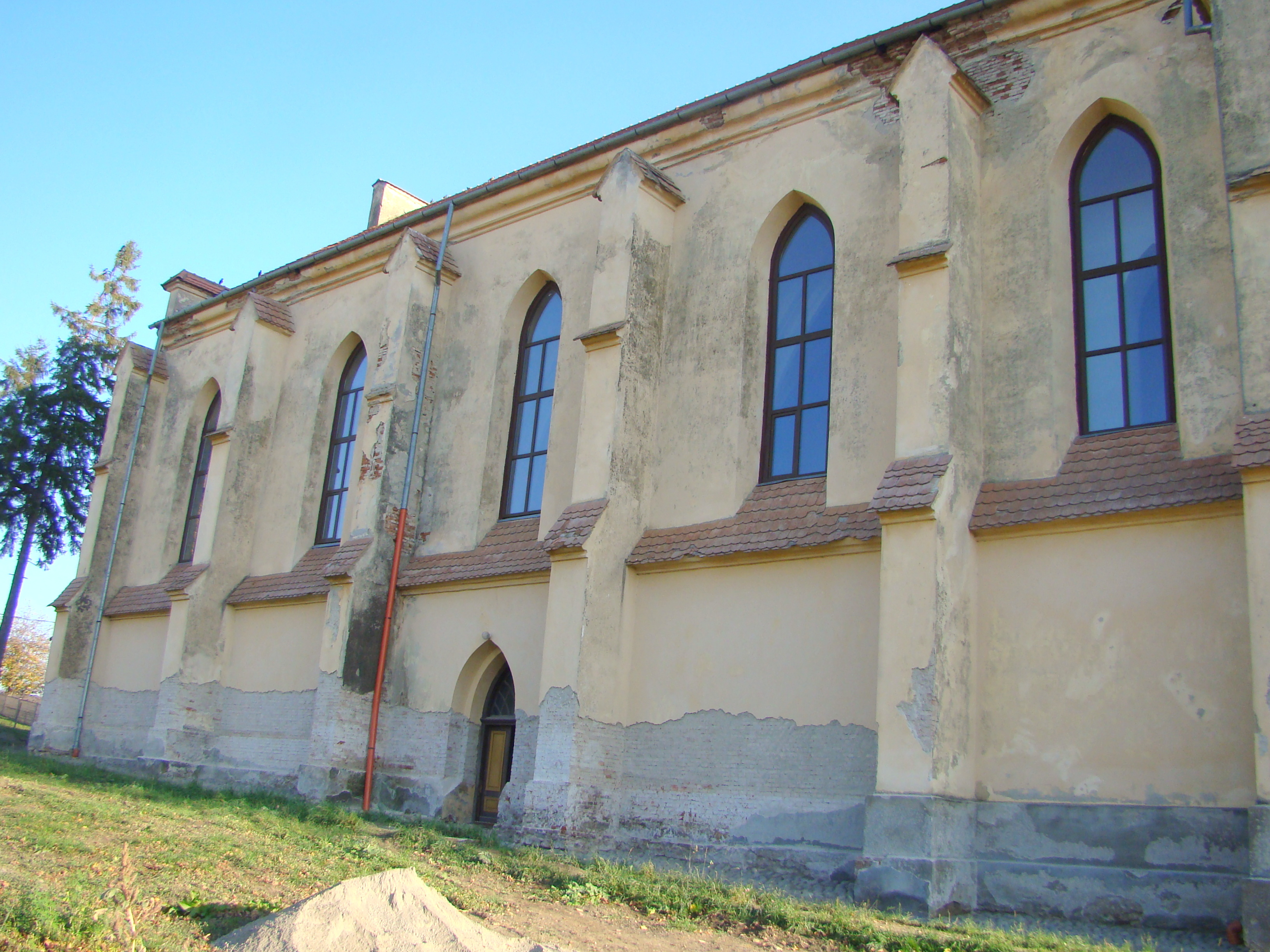
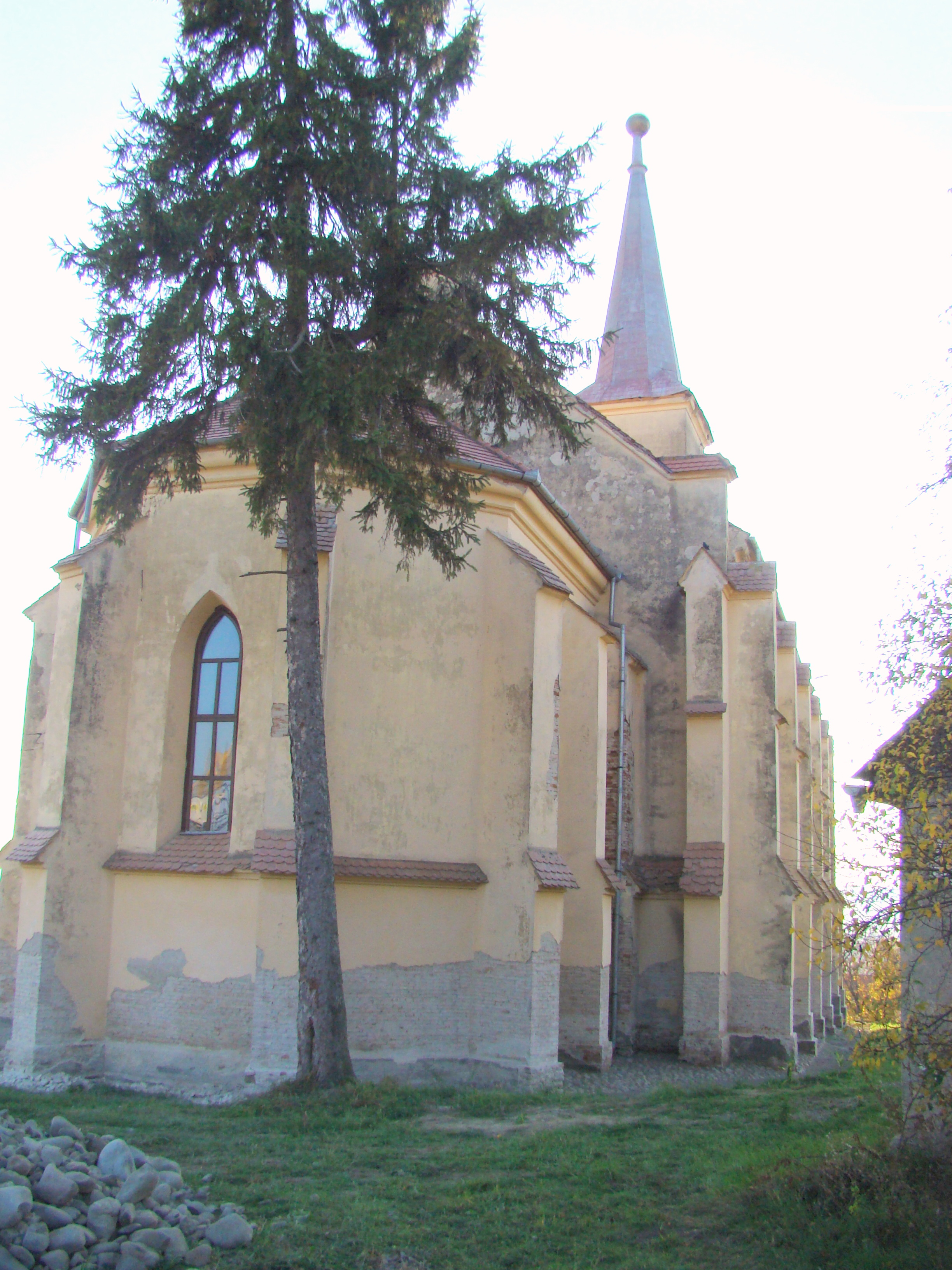
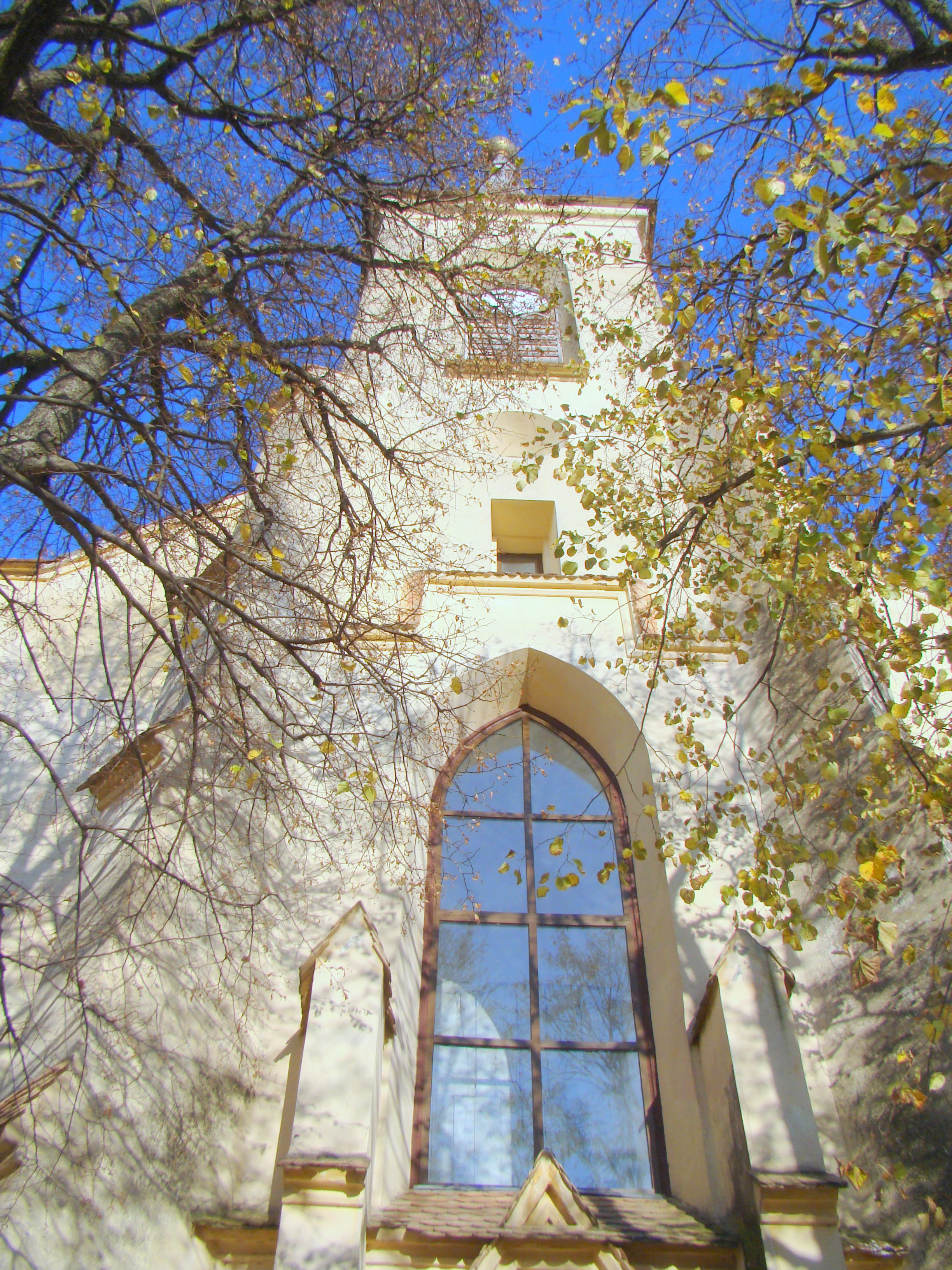
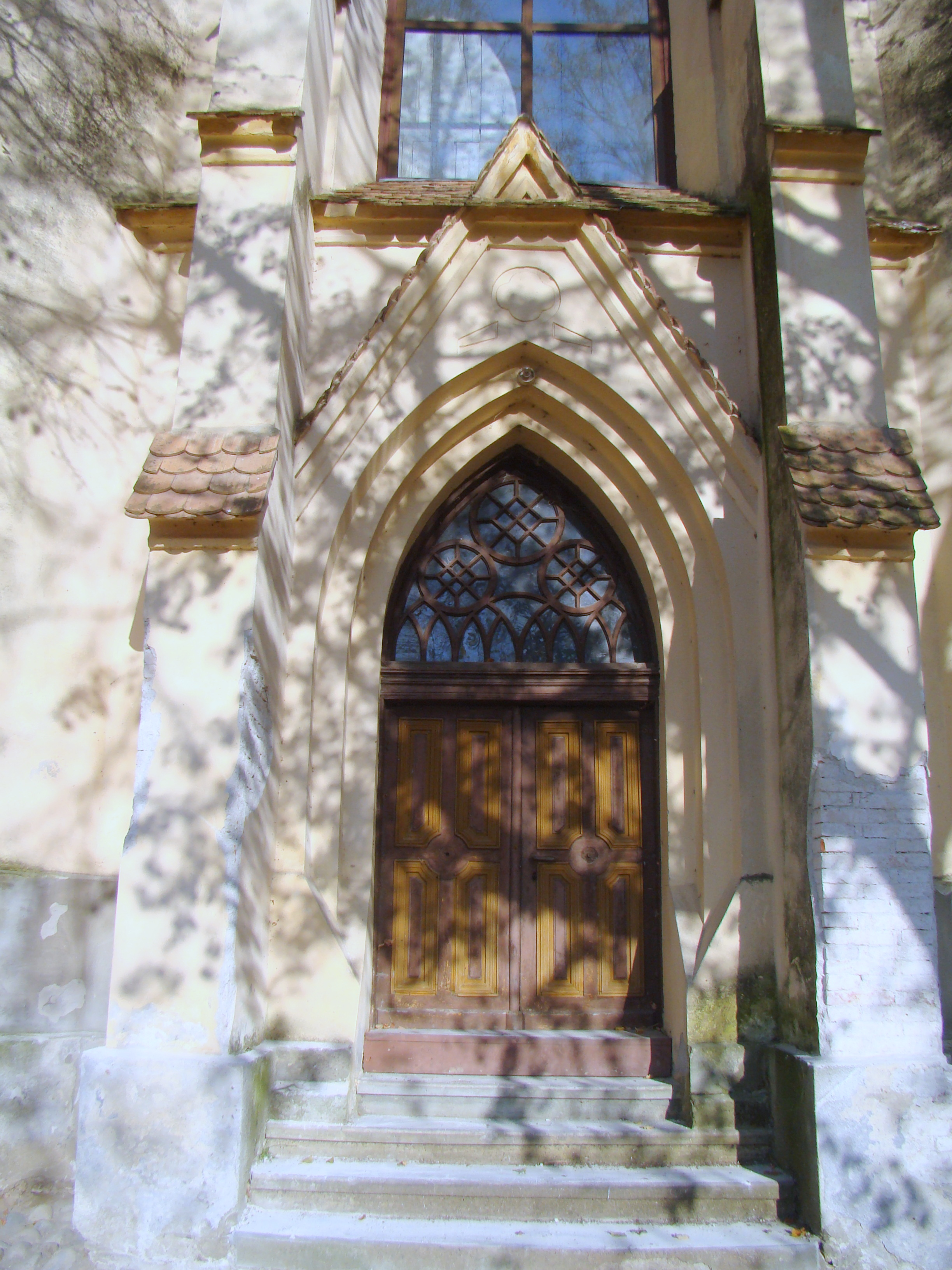
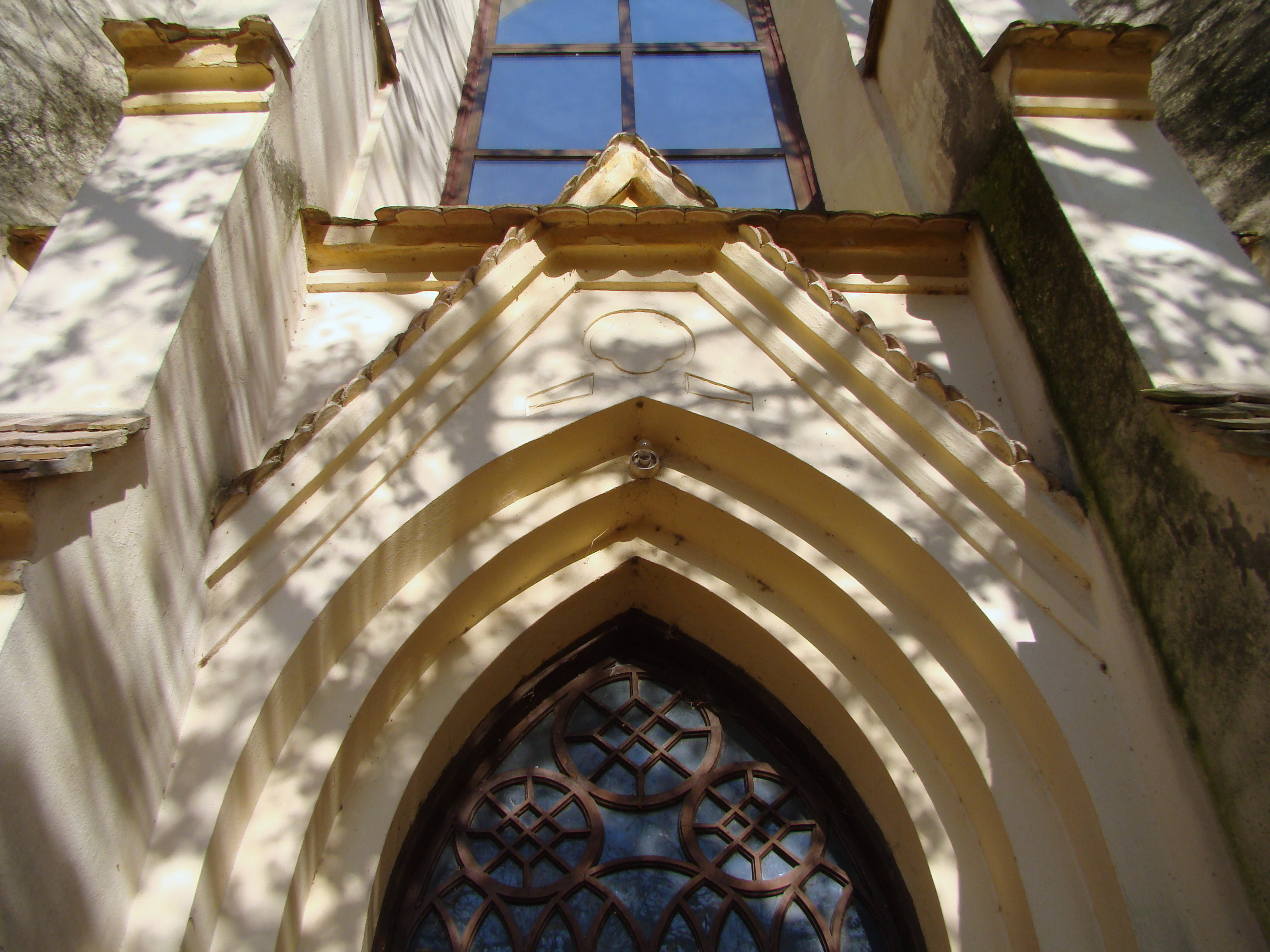
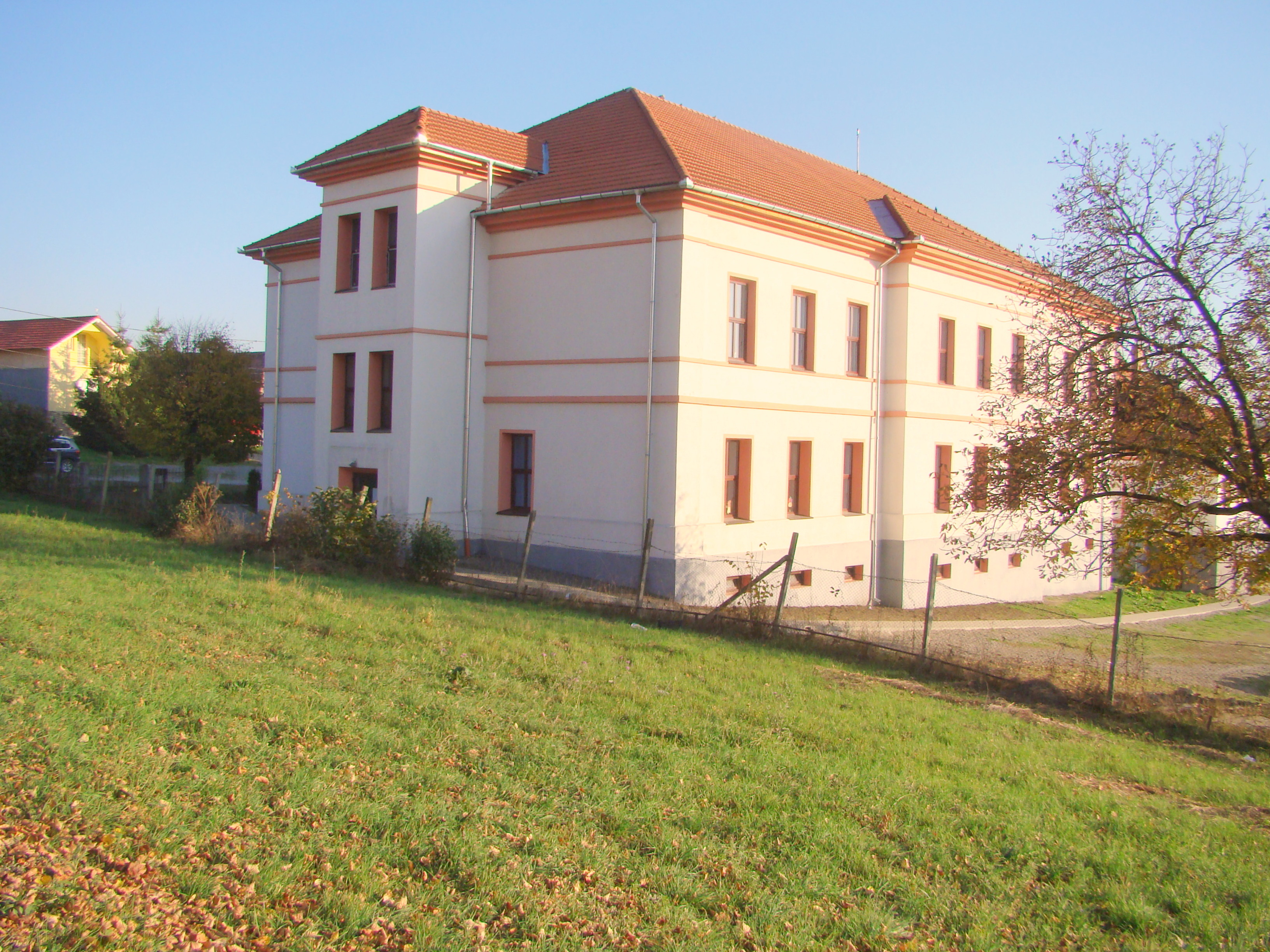
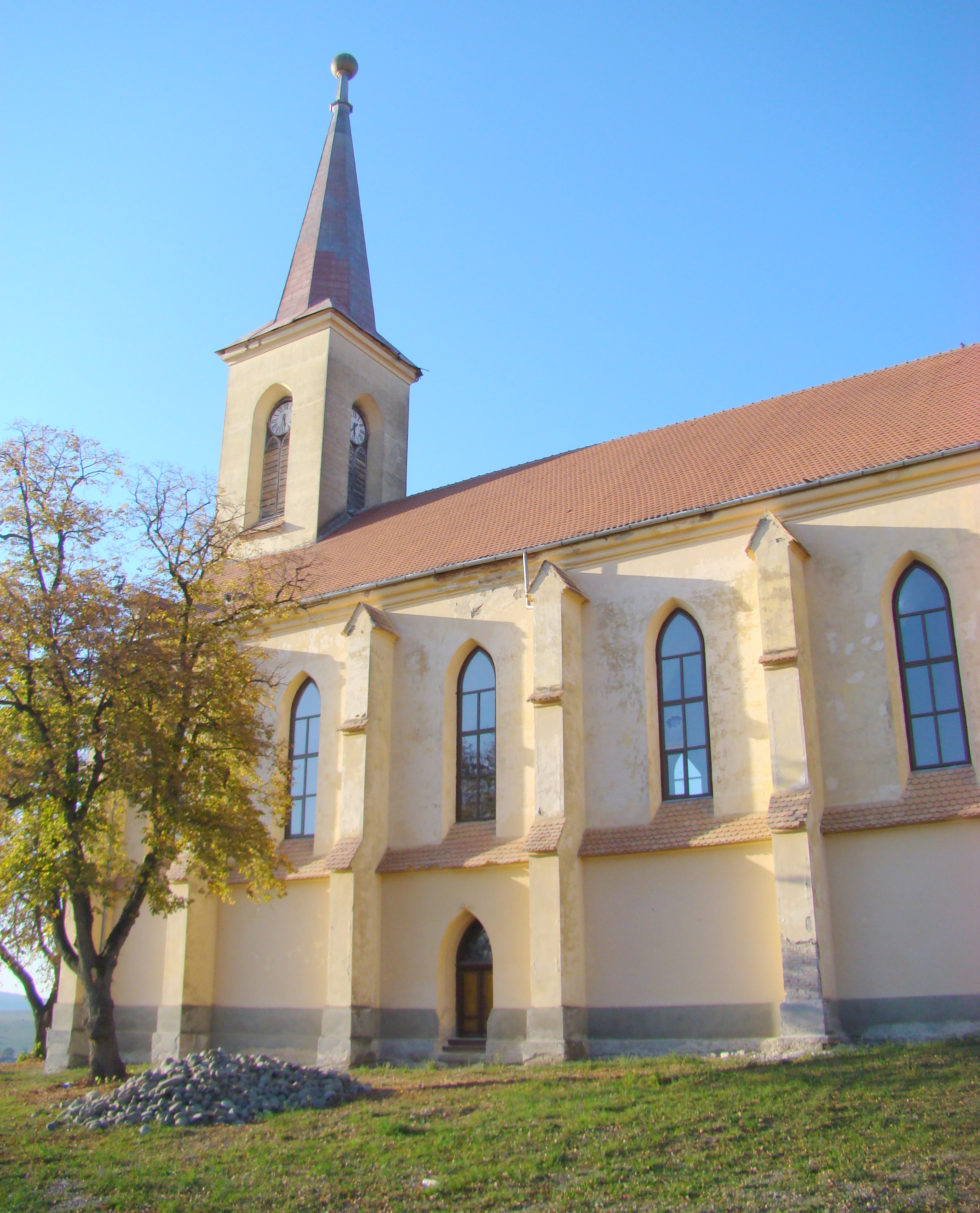
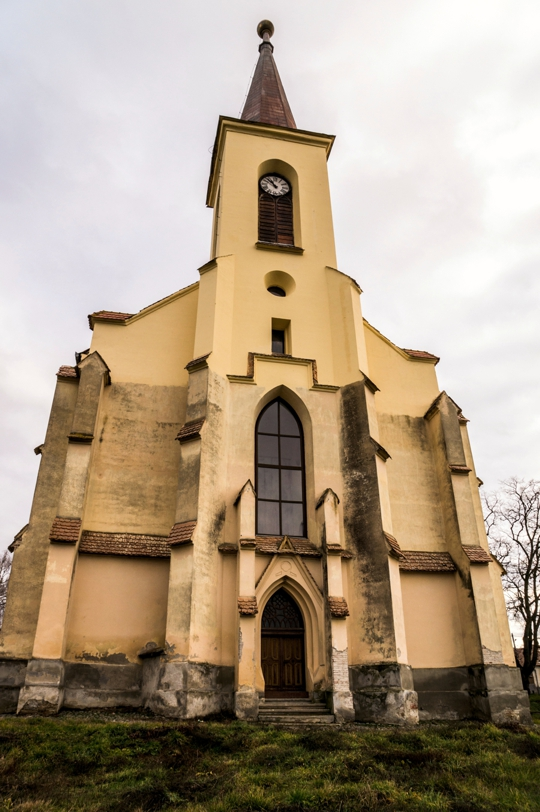
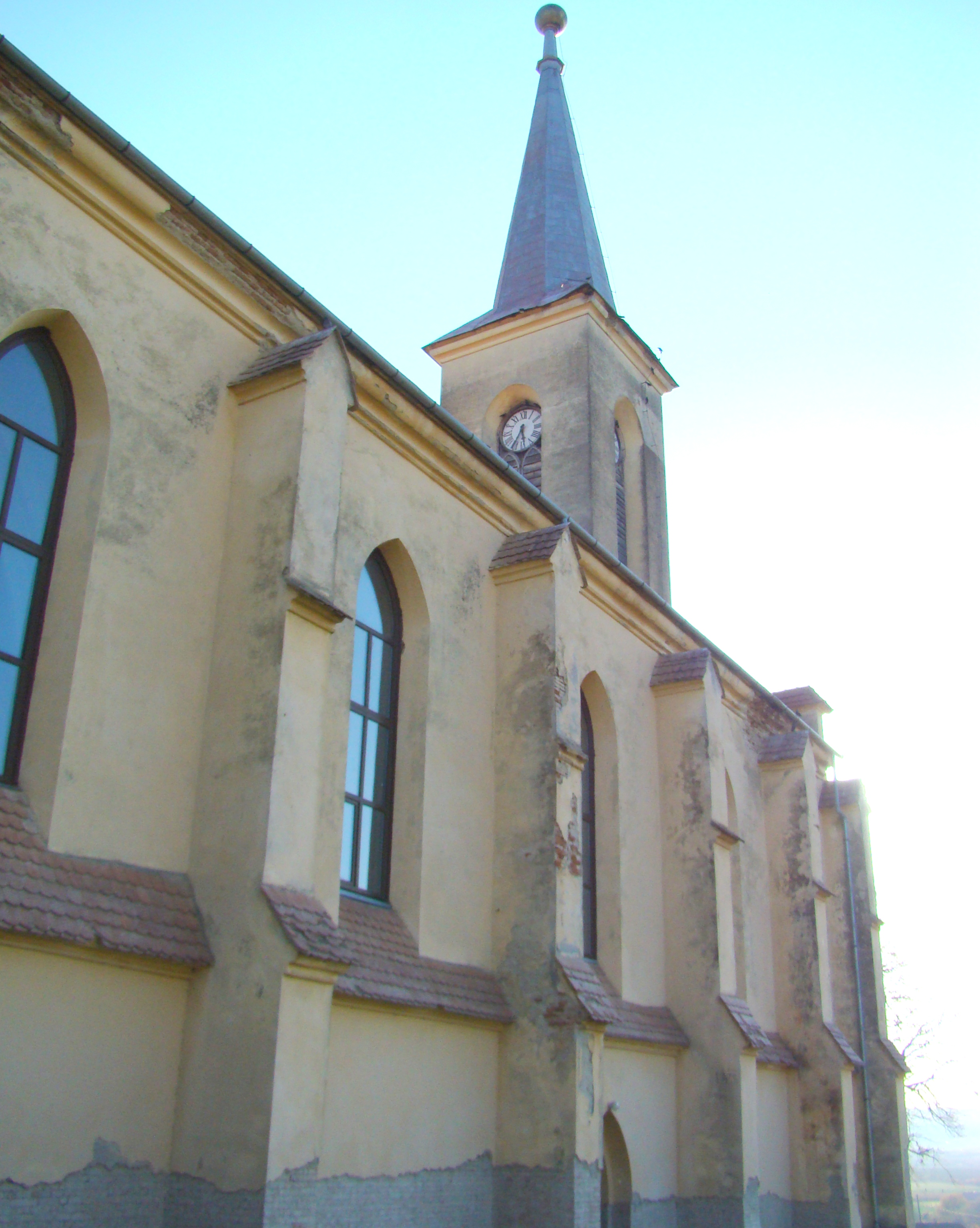
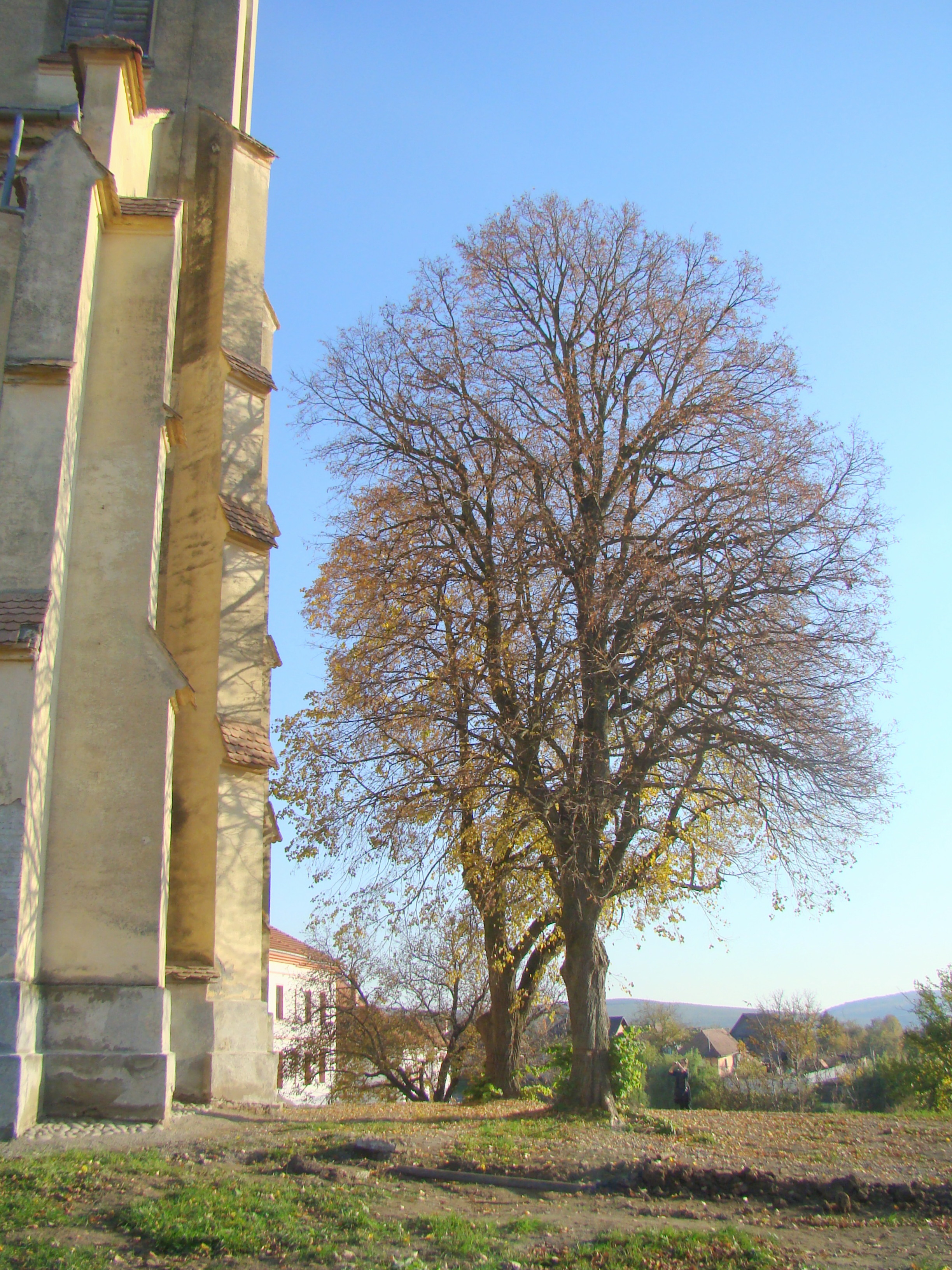
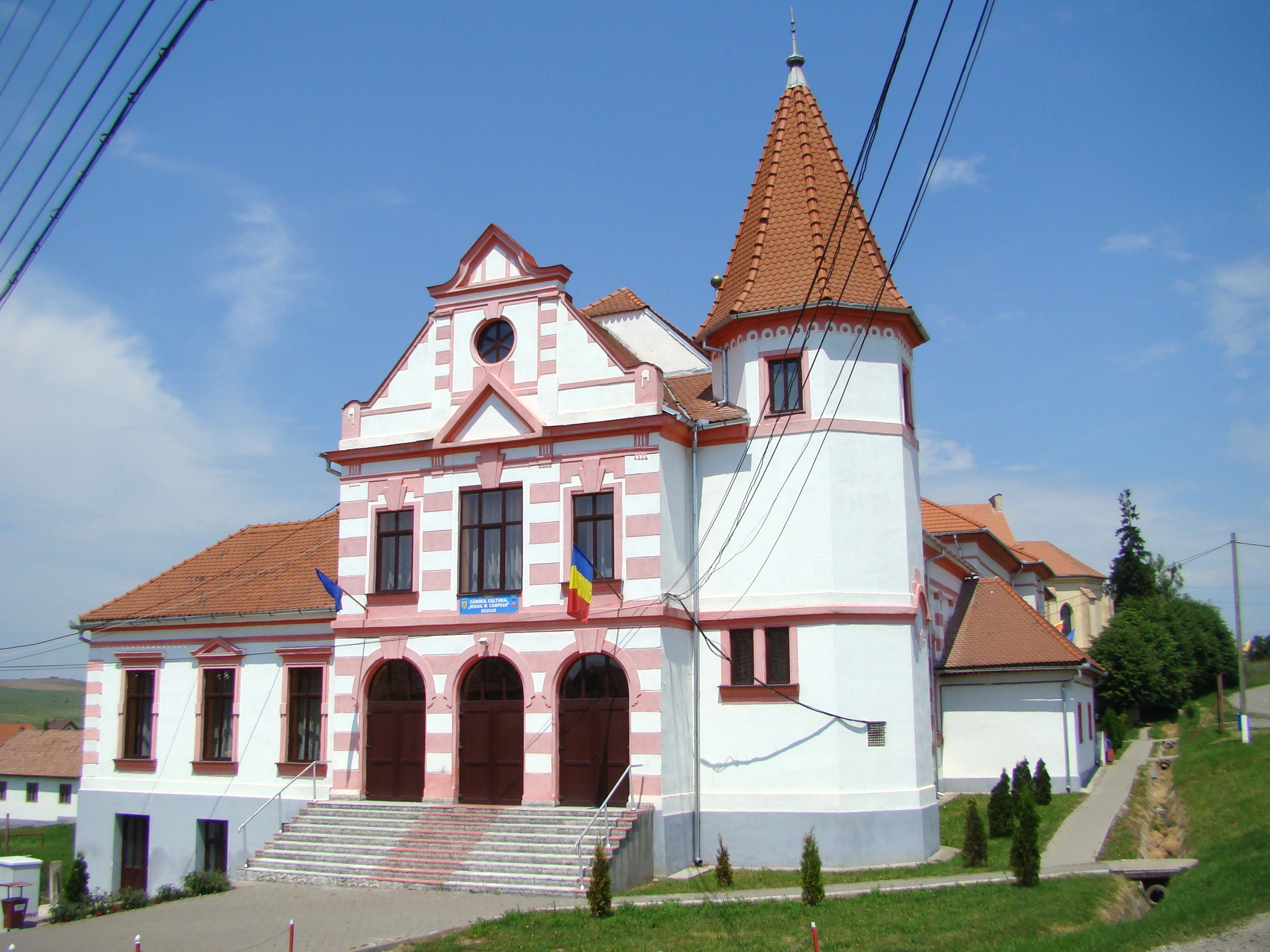
La Dedrad se păstrează clădirile comunitare construite de sași, printre care și căminul cultural din imagine

## Imagini din interior

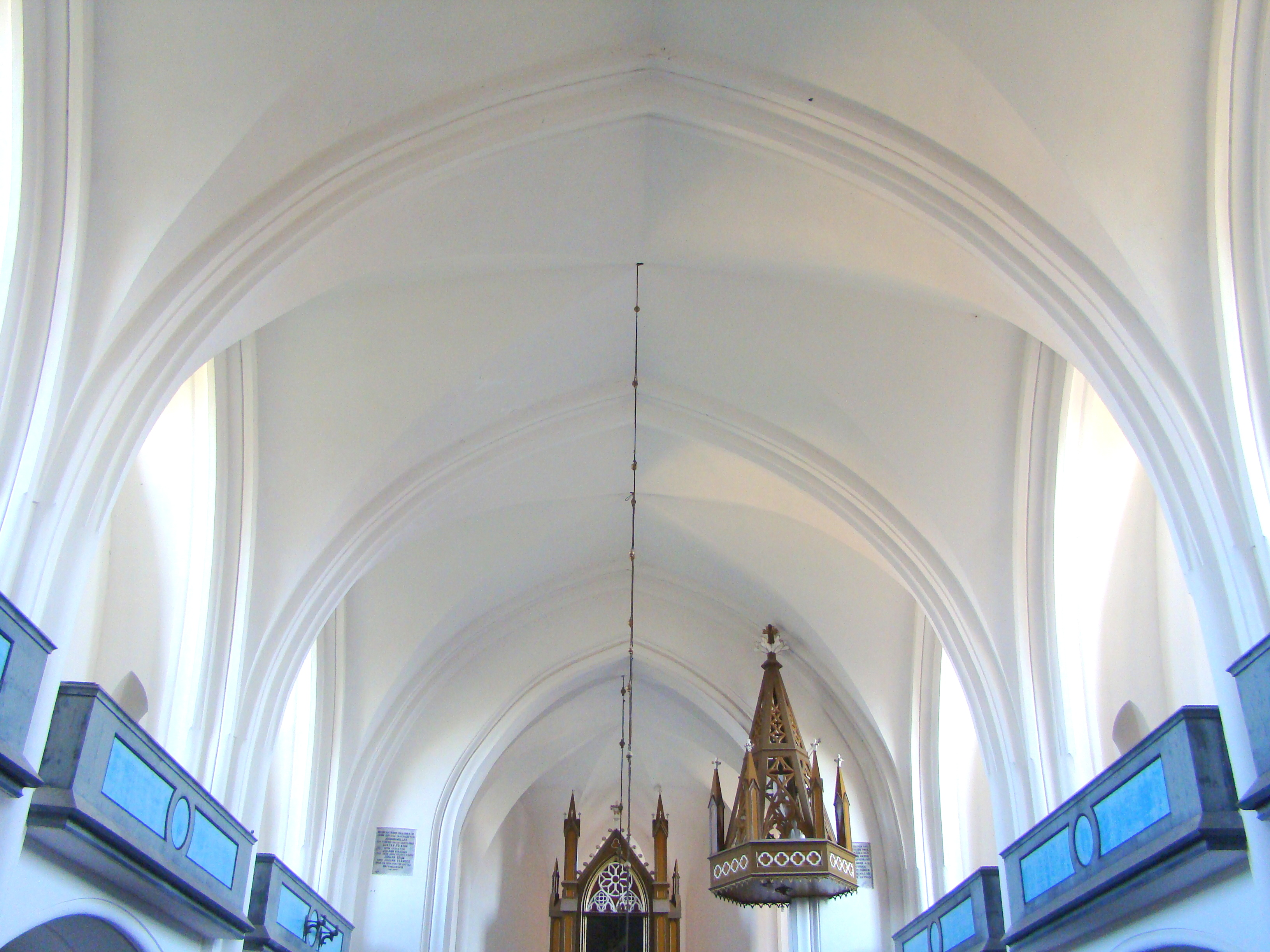
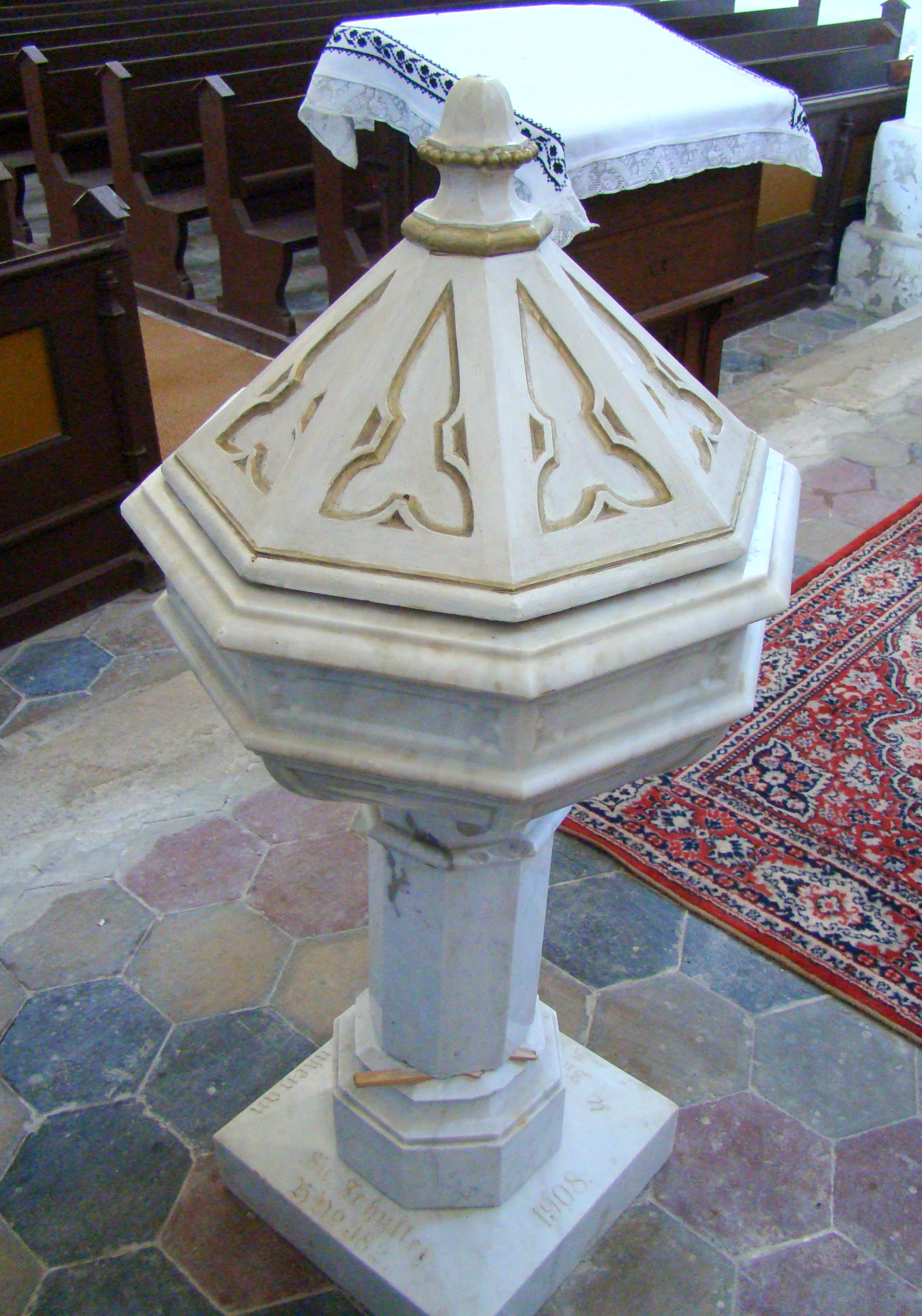
Cristelnița
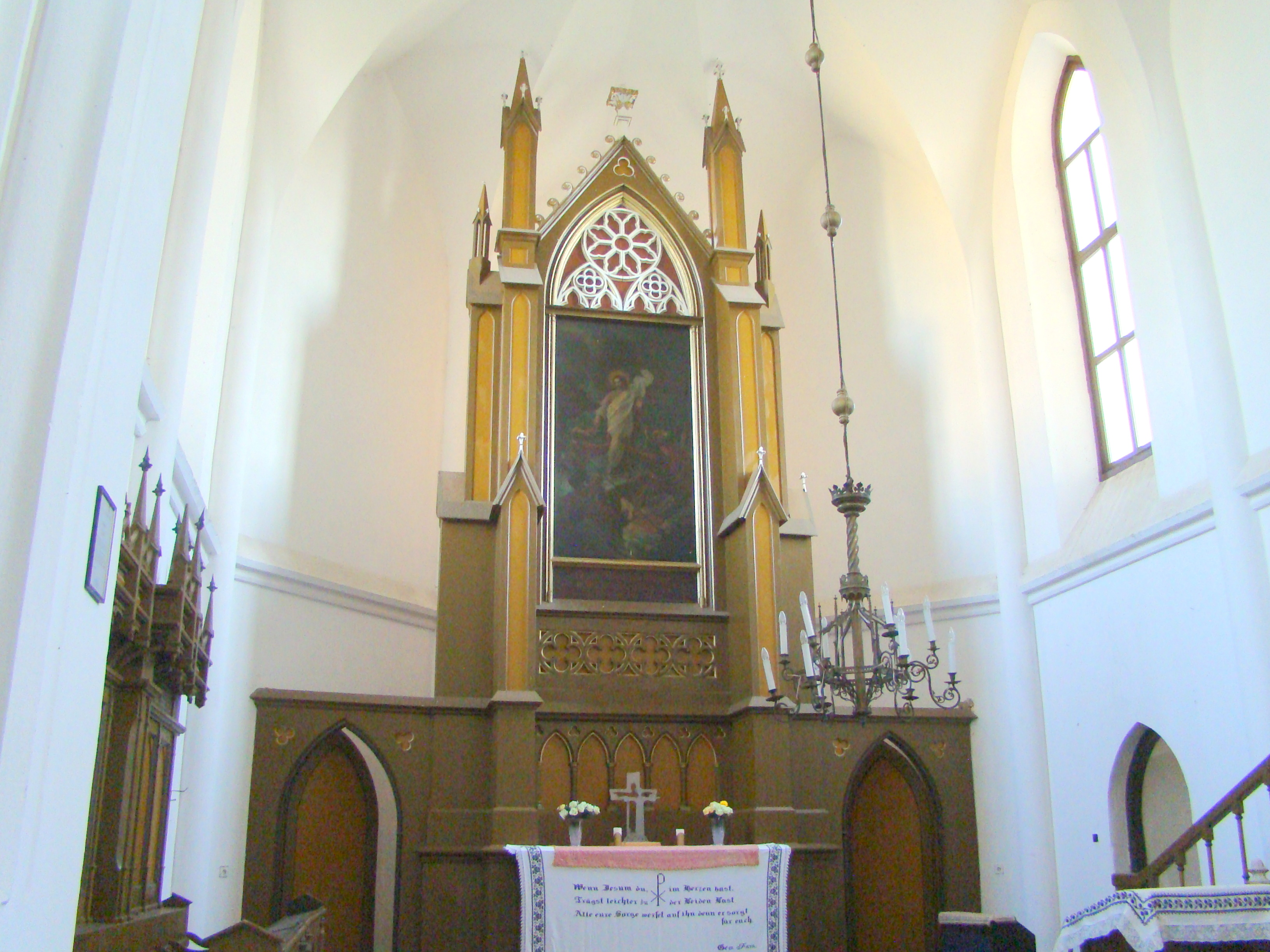
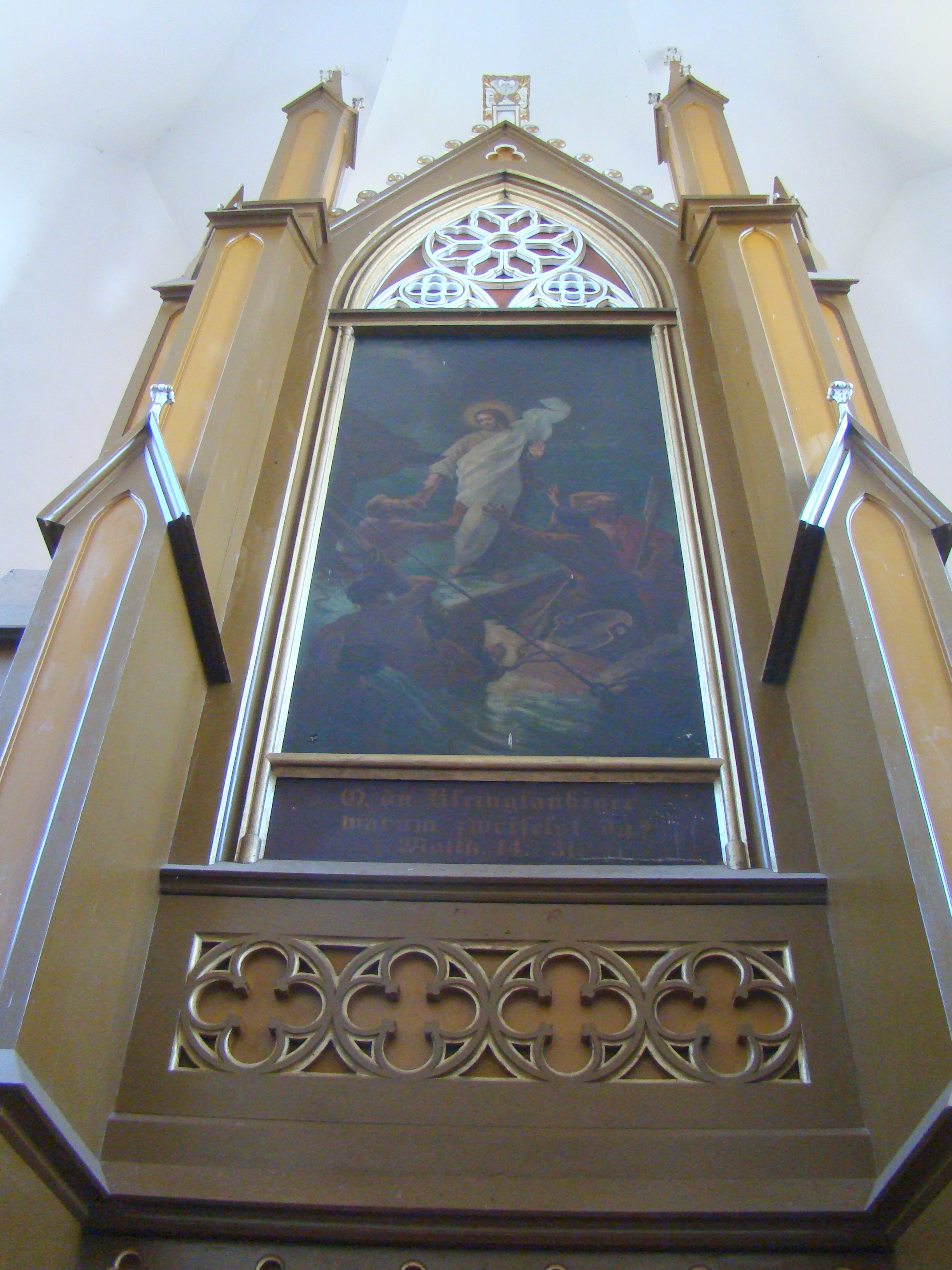
Altarul bisericii evanghelice din Dedrad
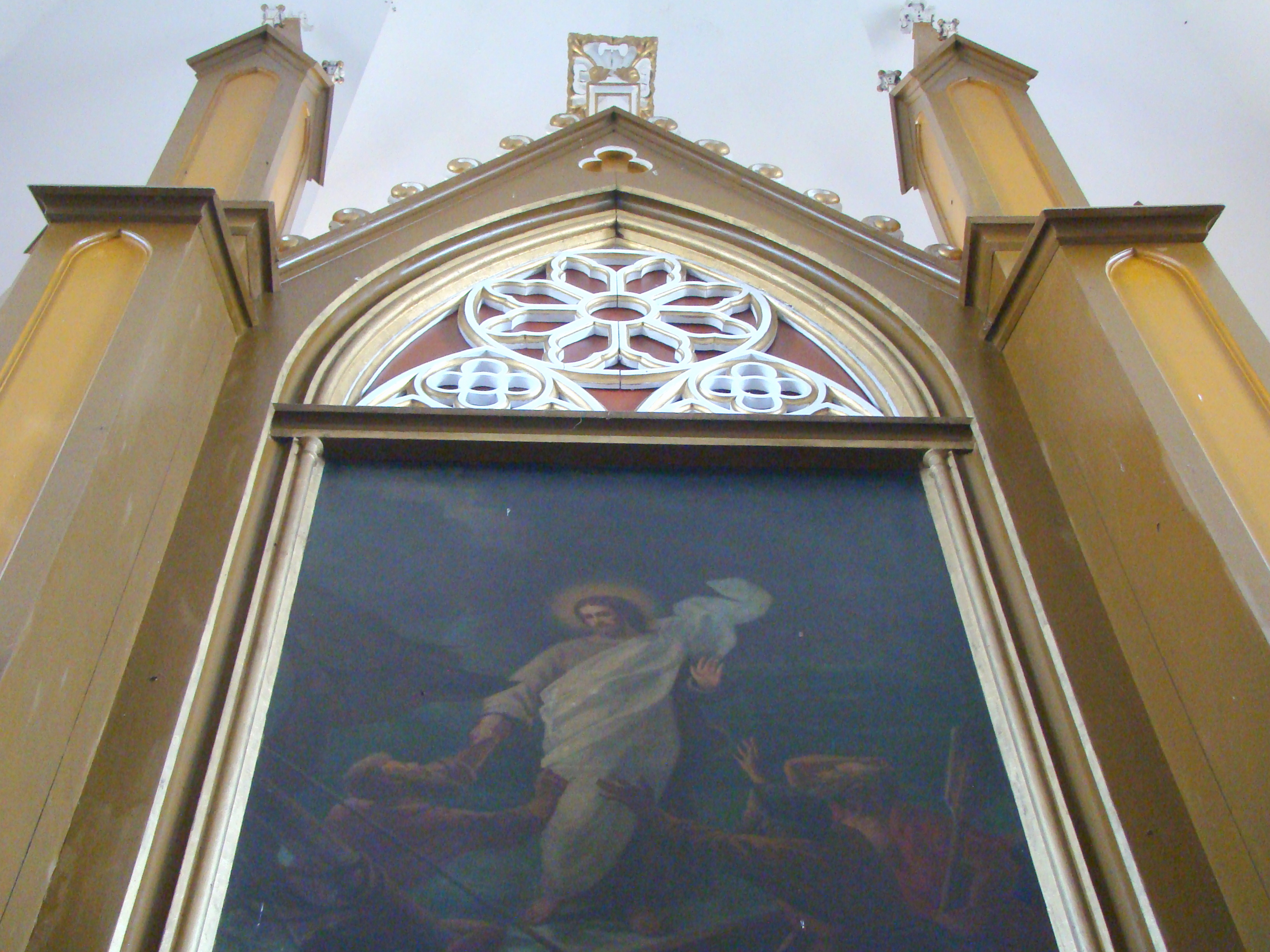
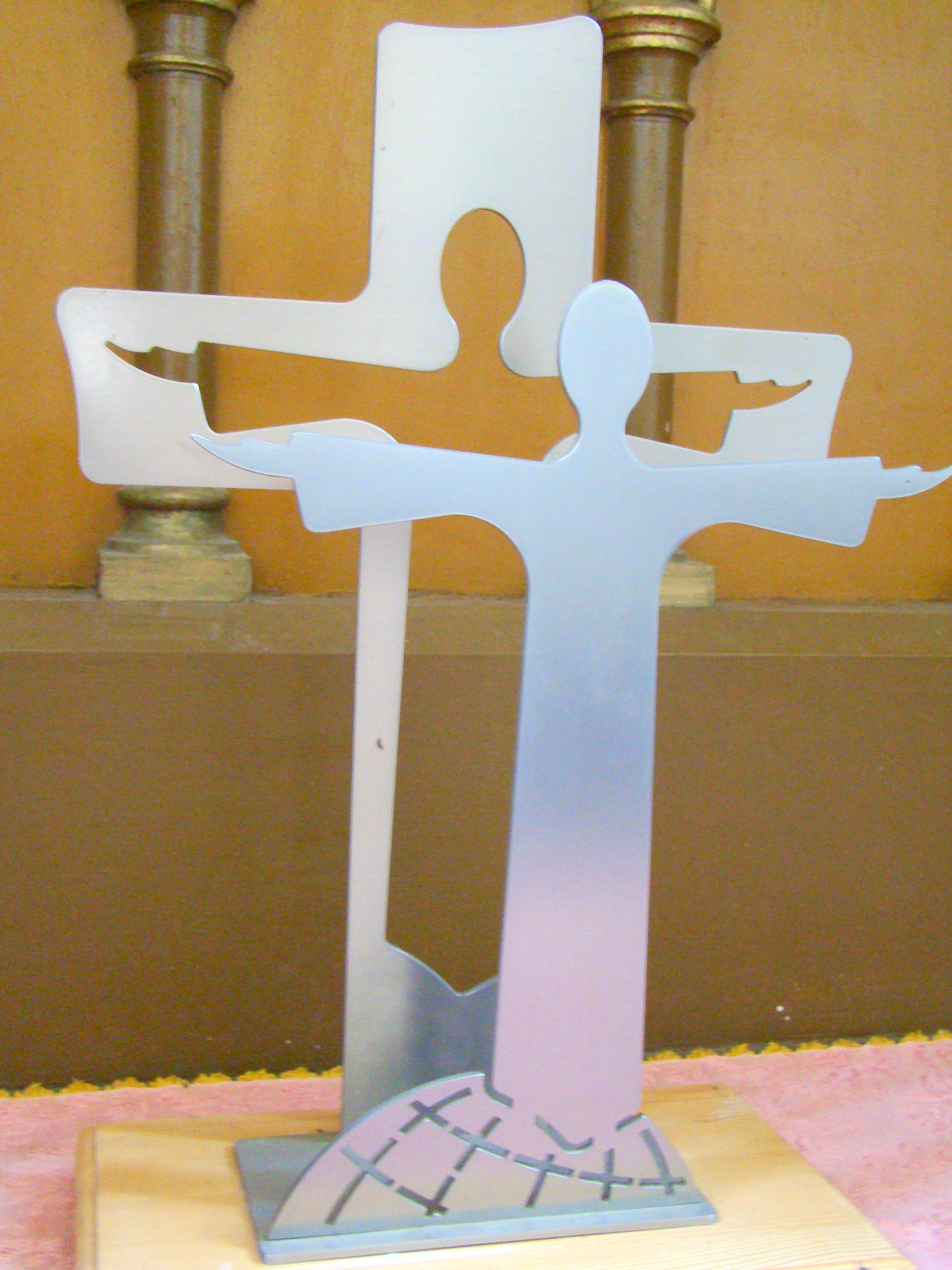
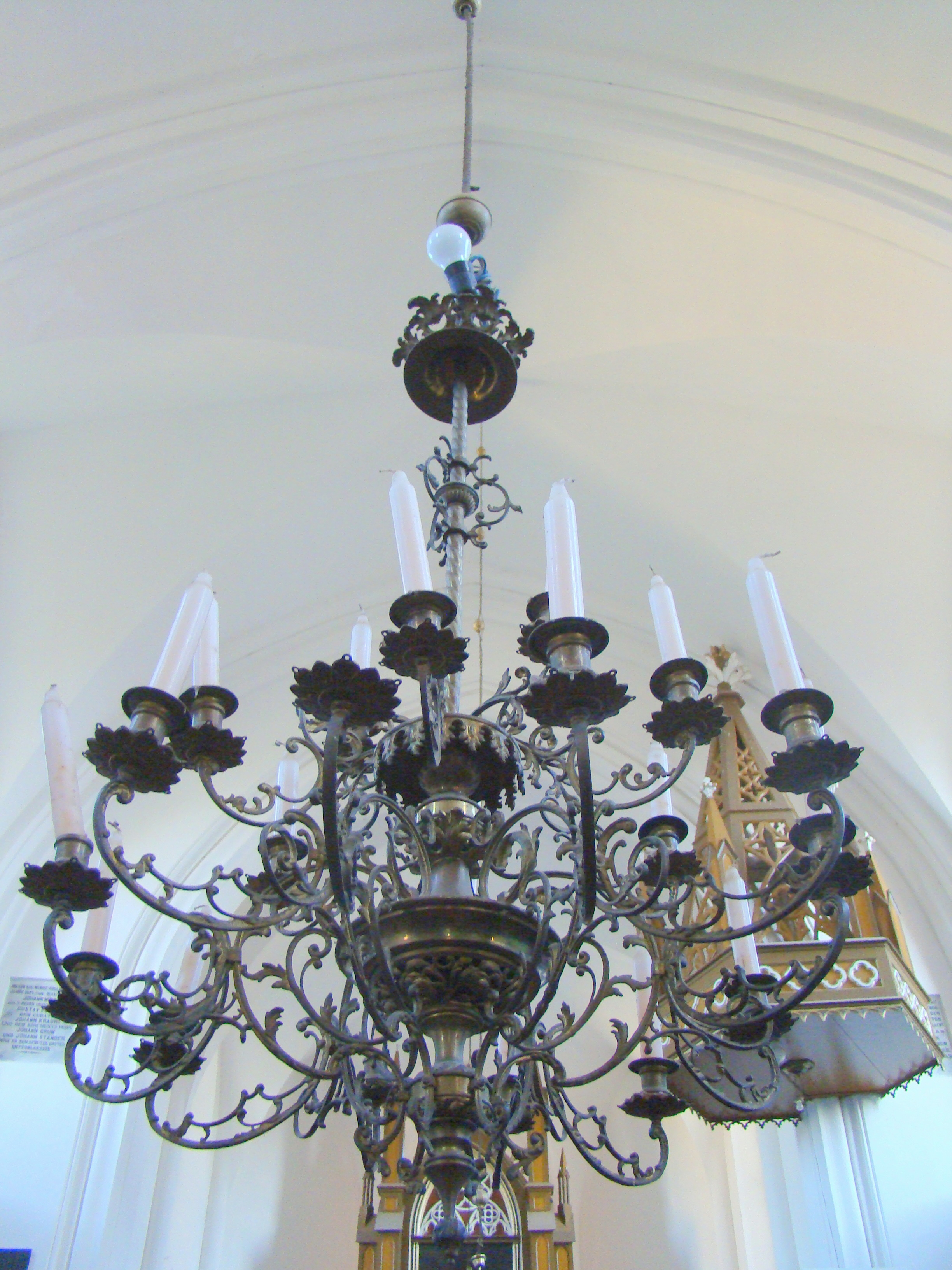
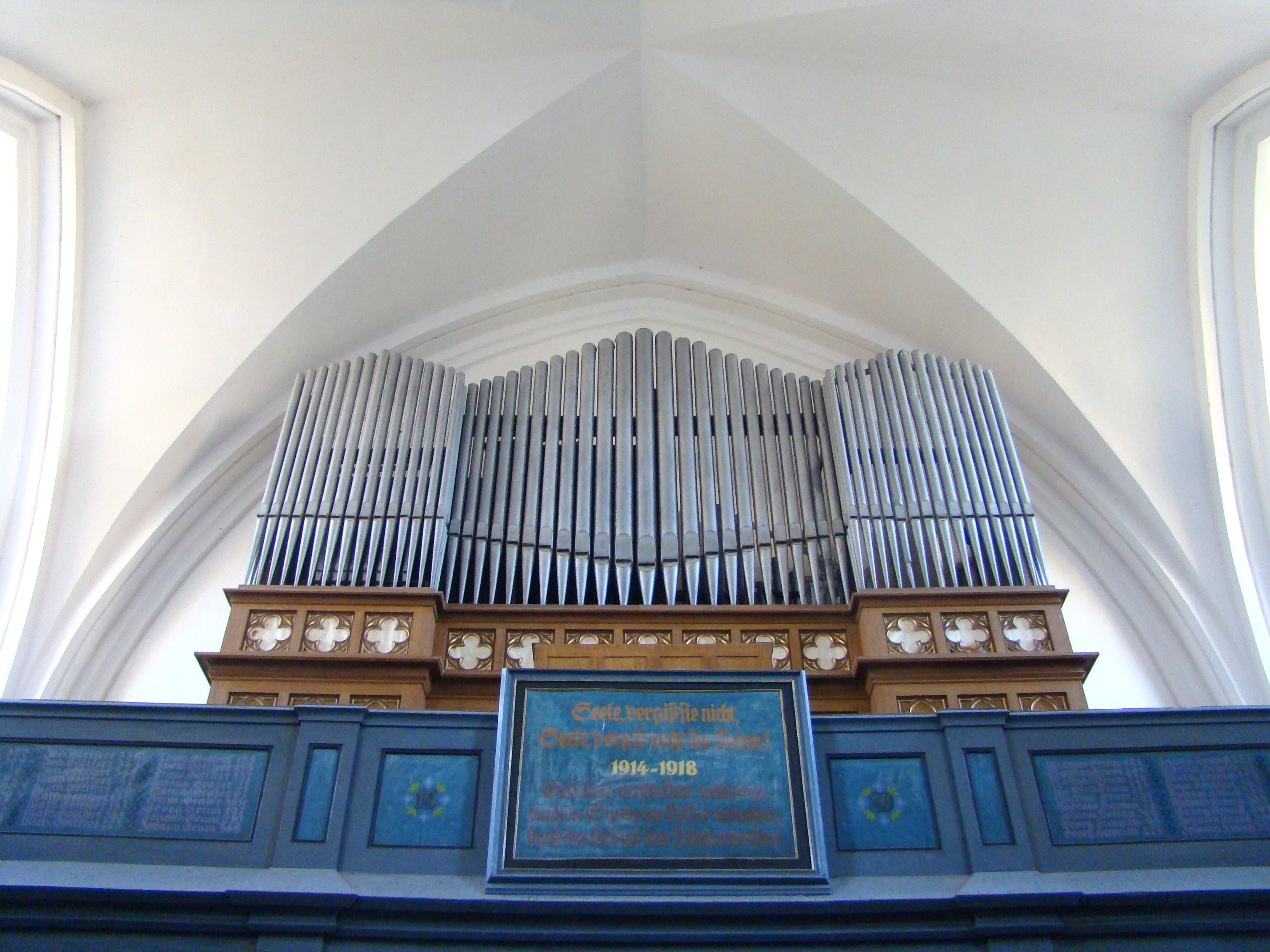
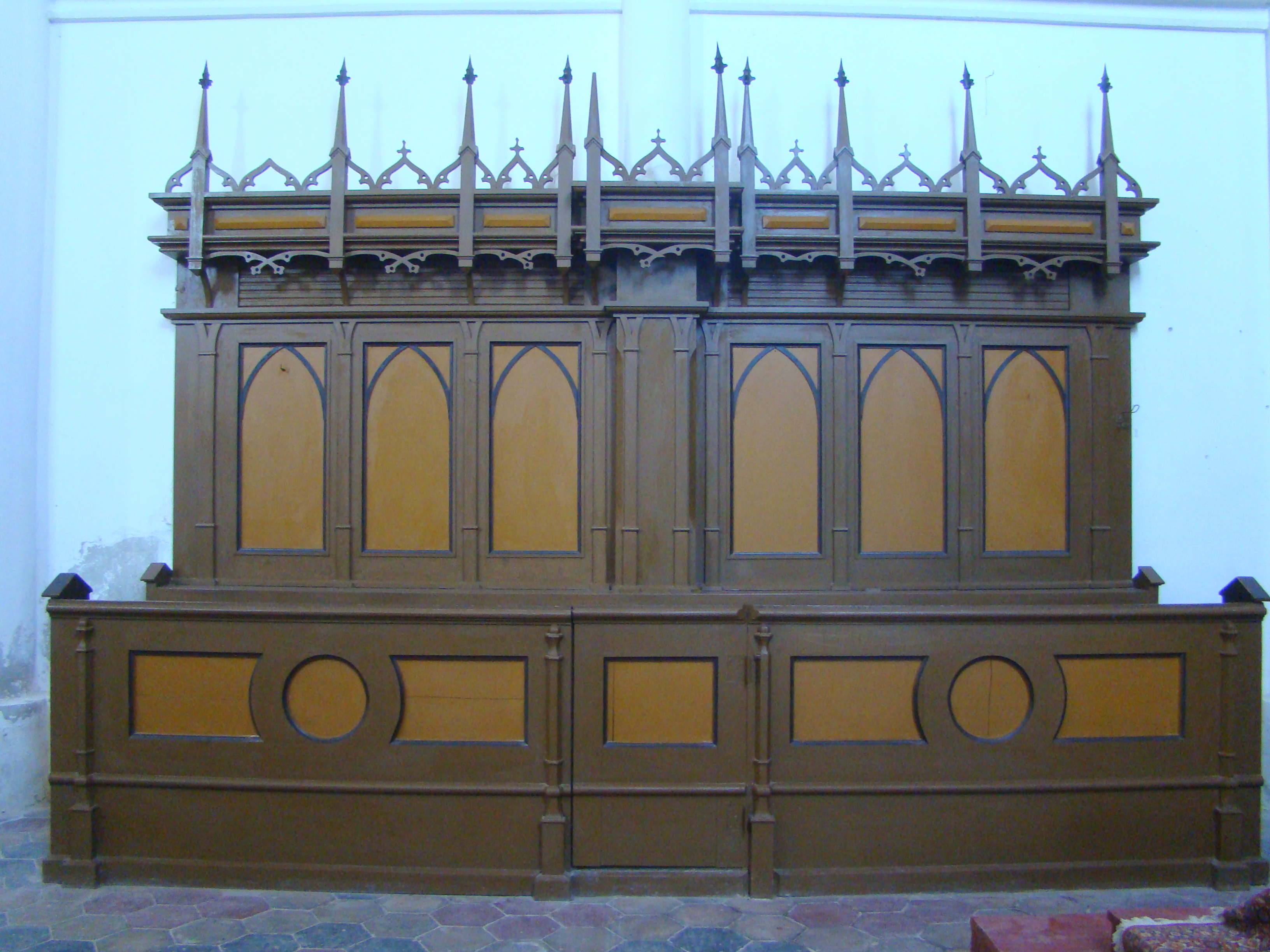
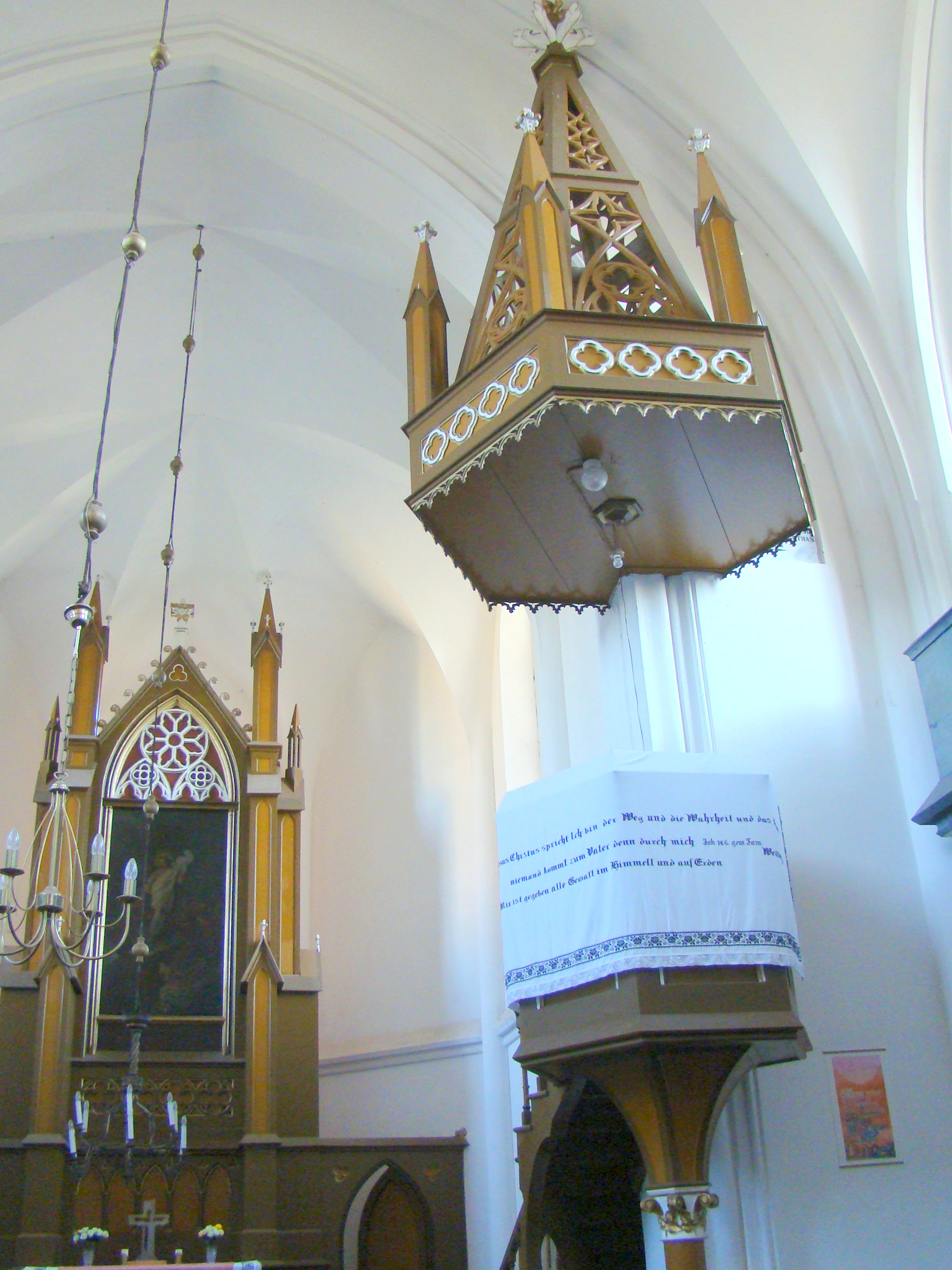
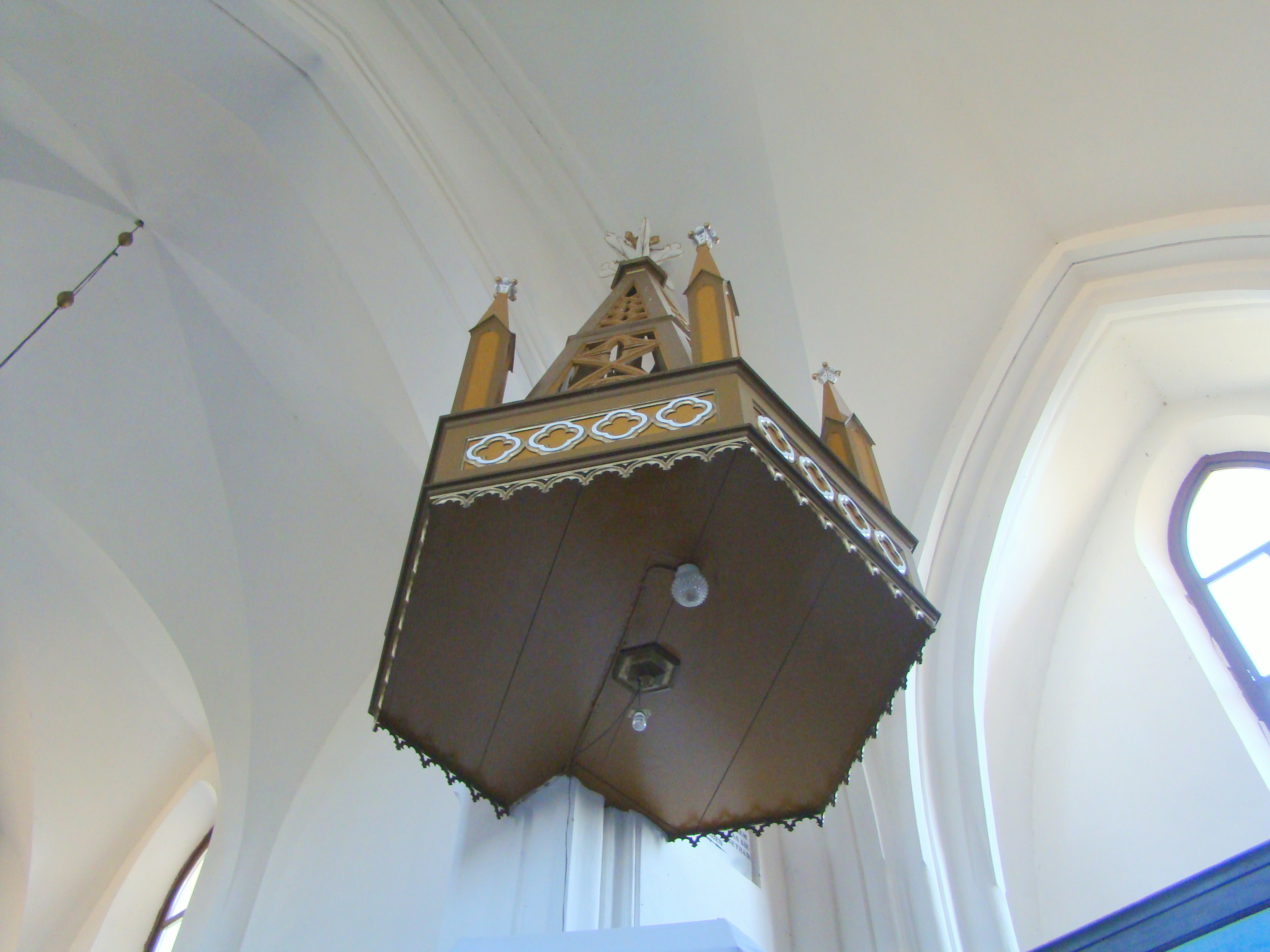
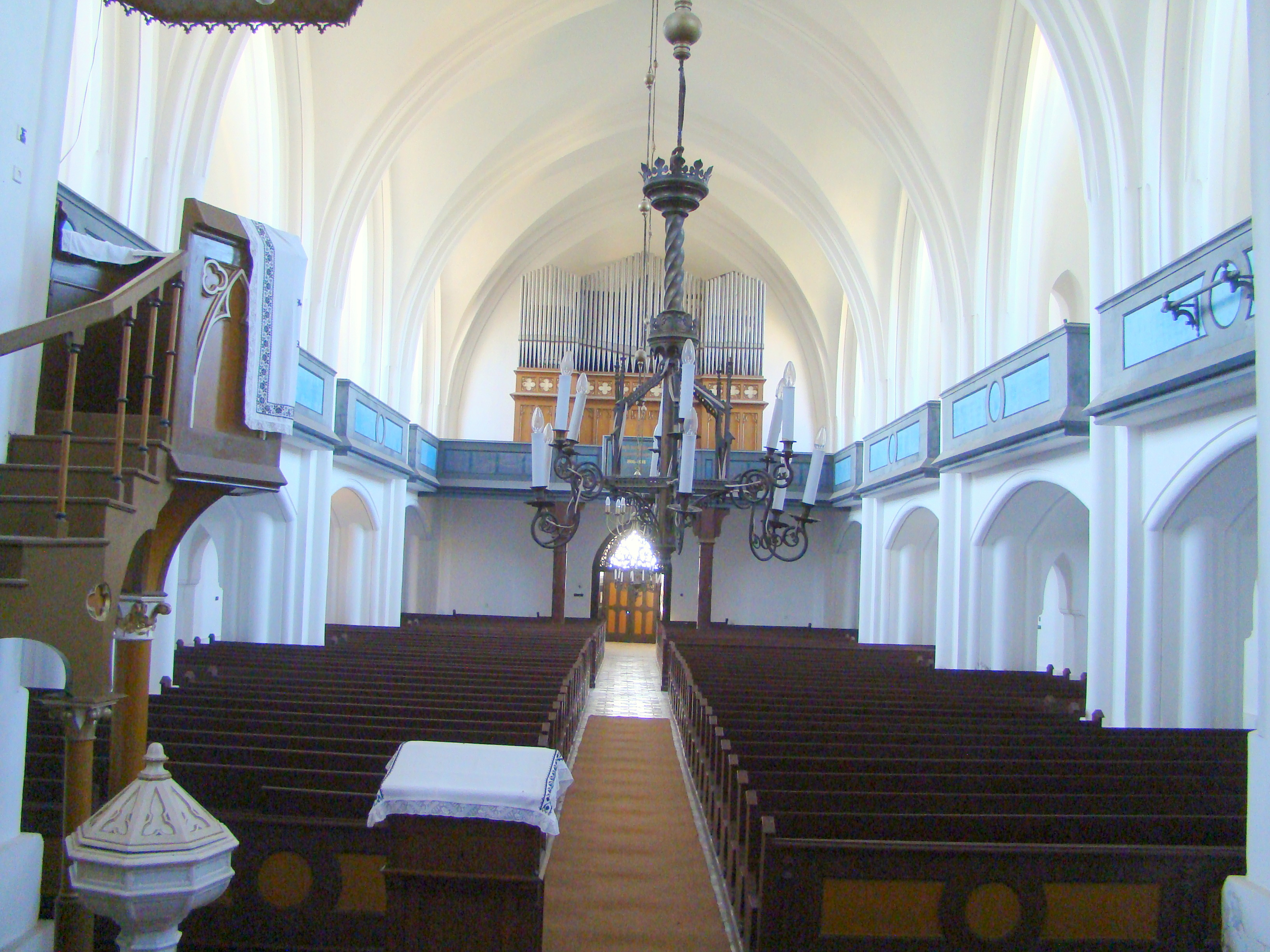
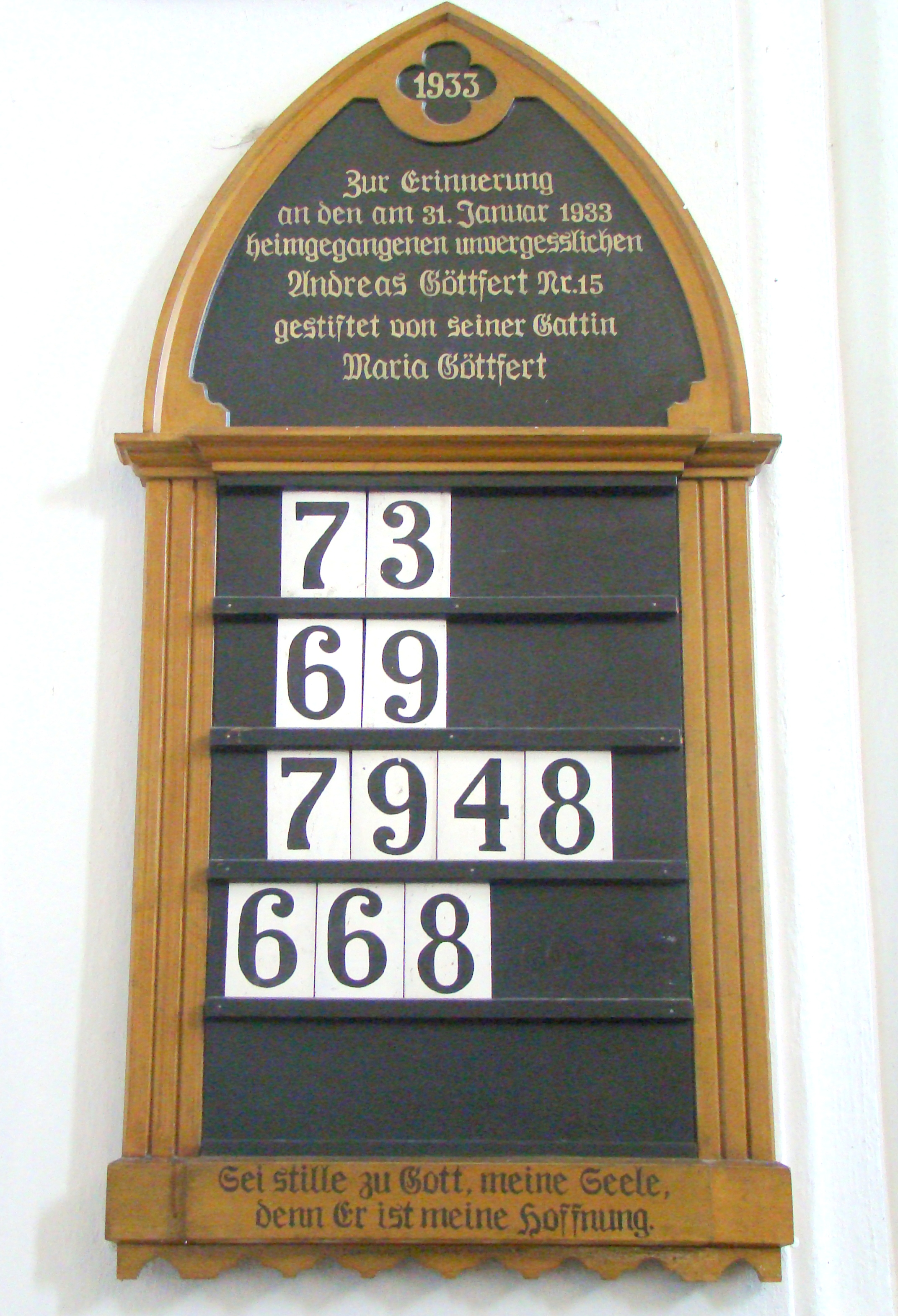
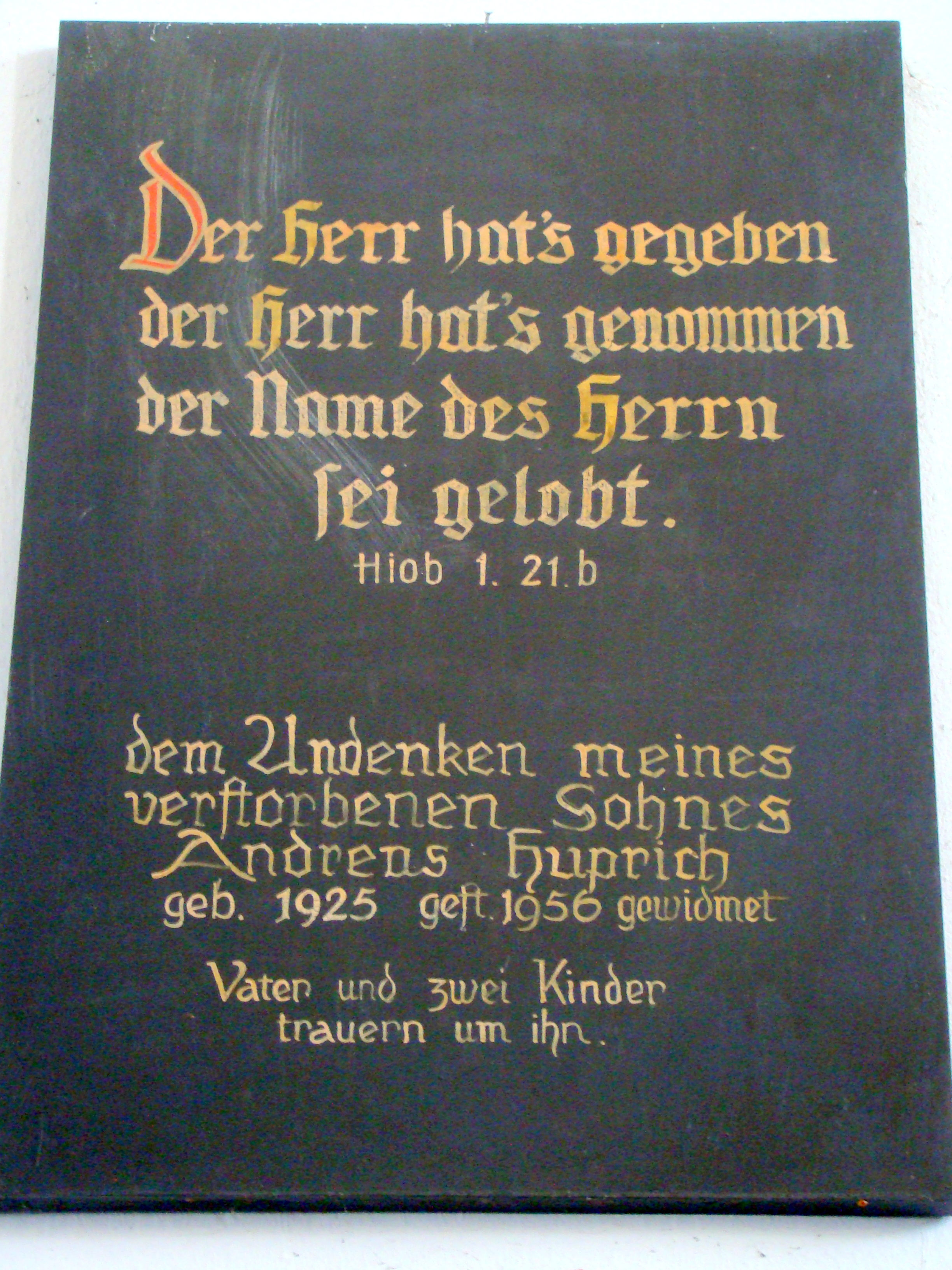
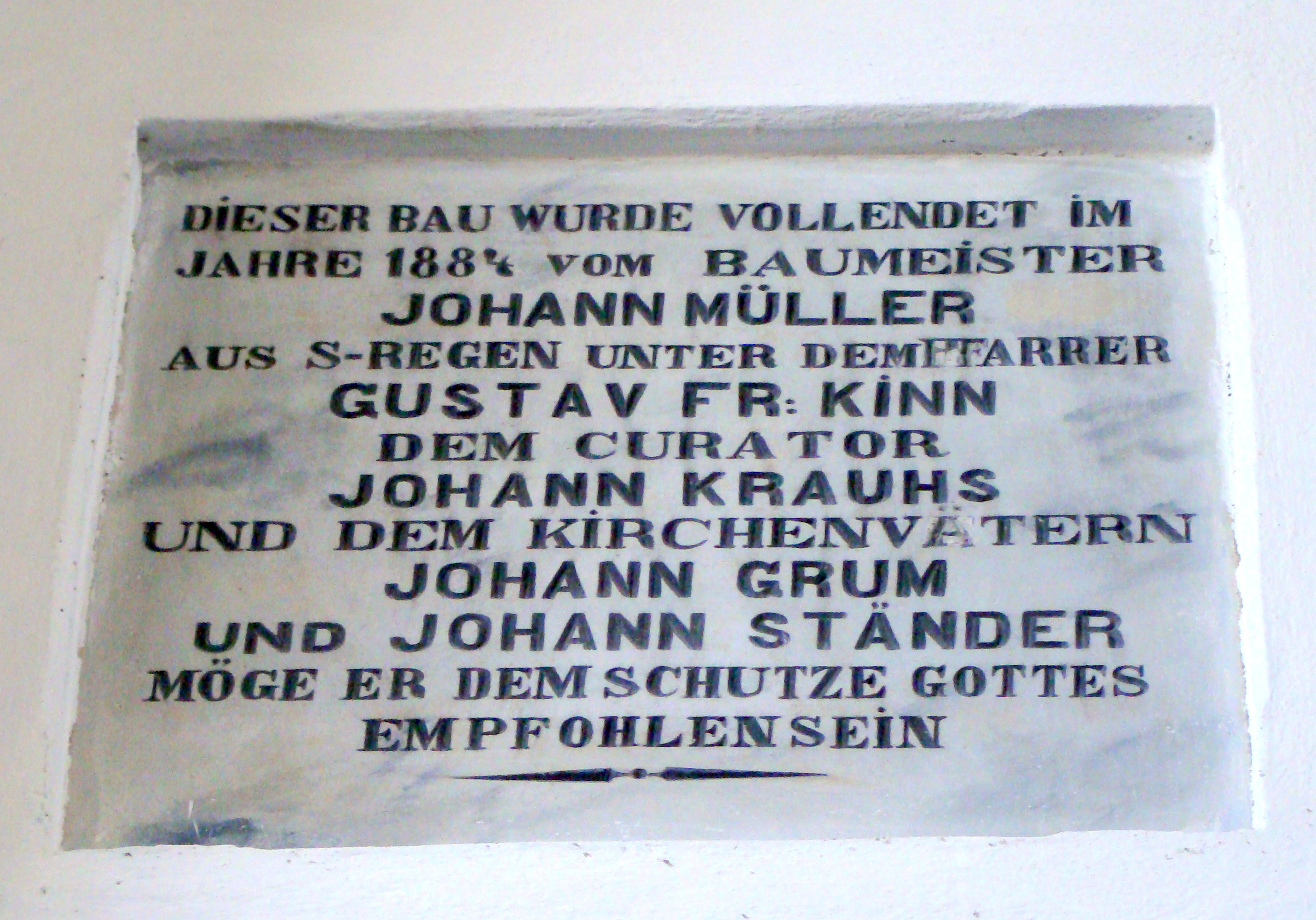
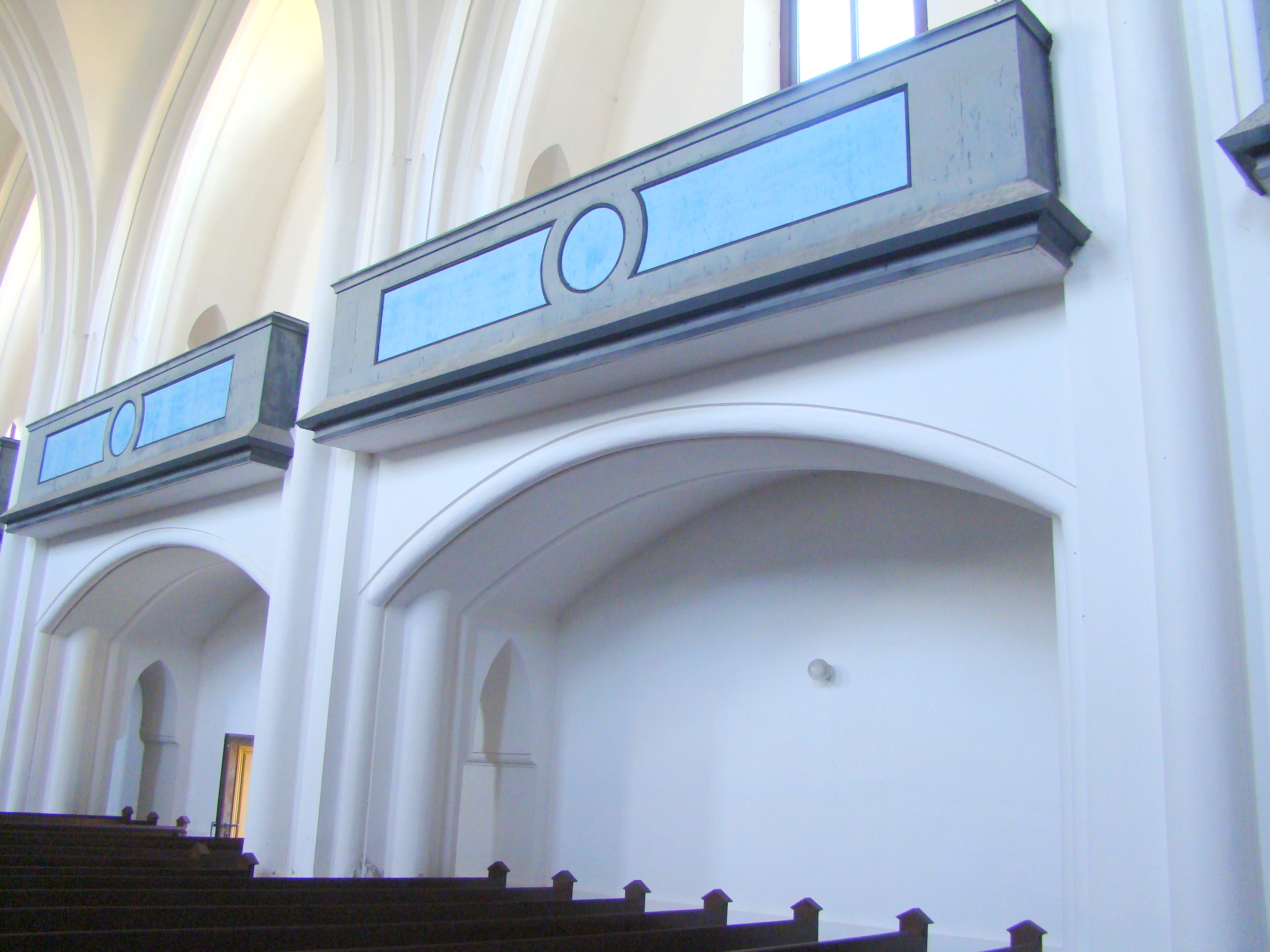
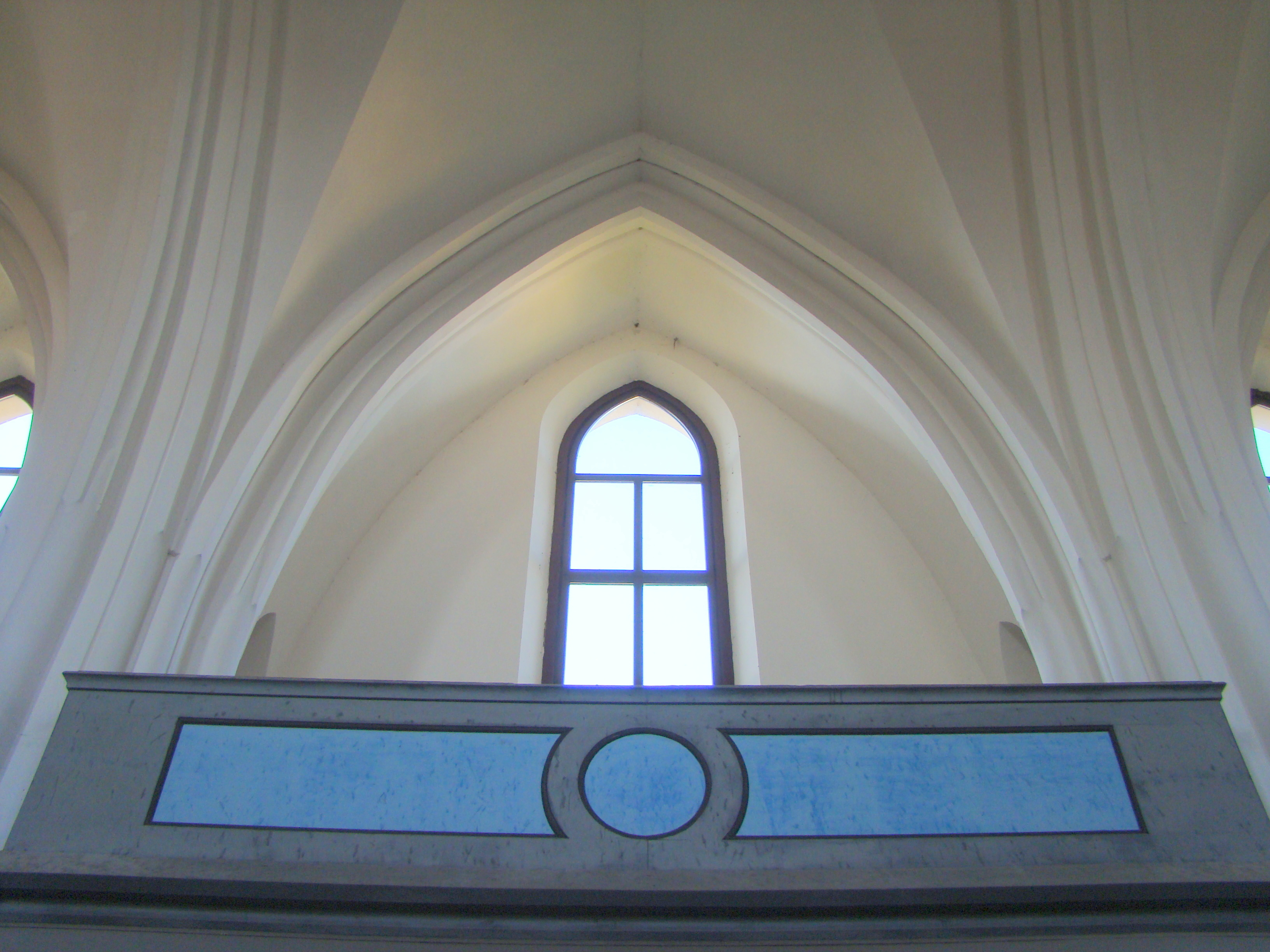
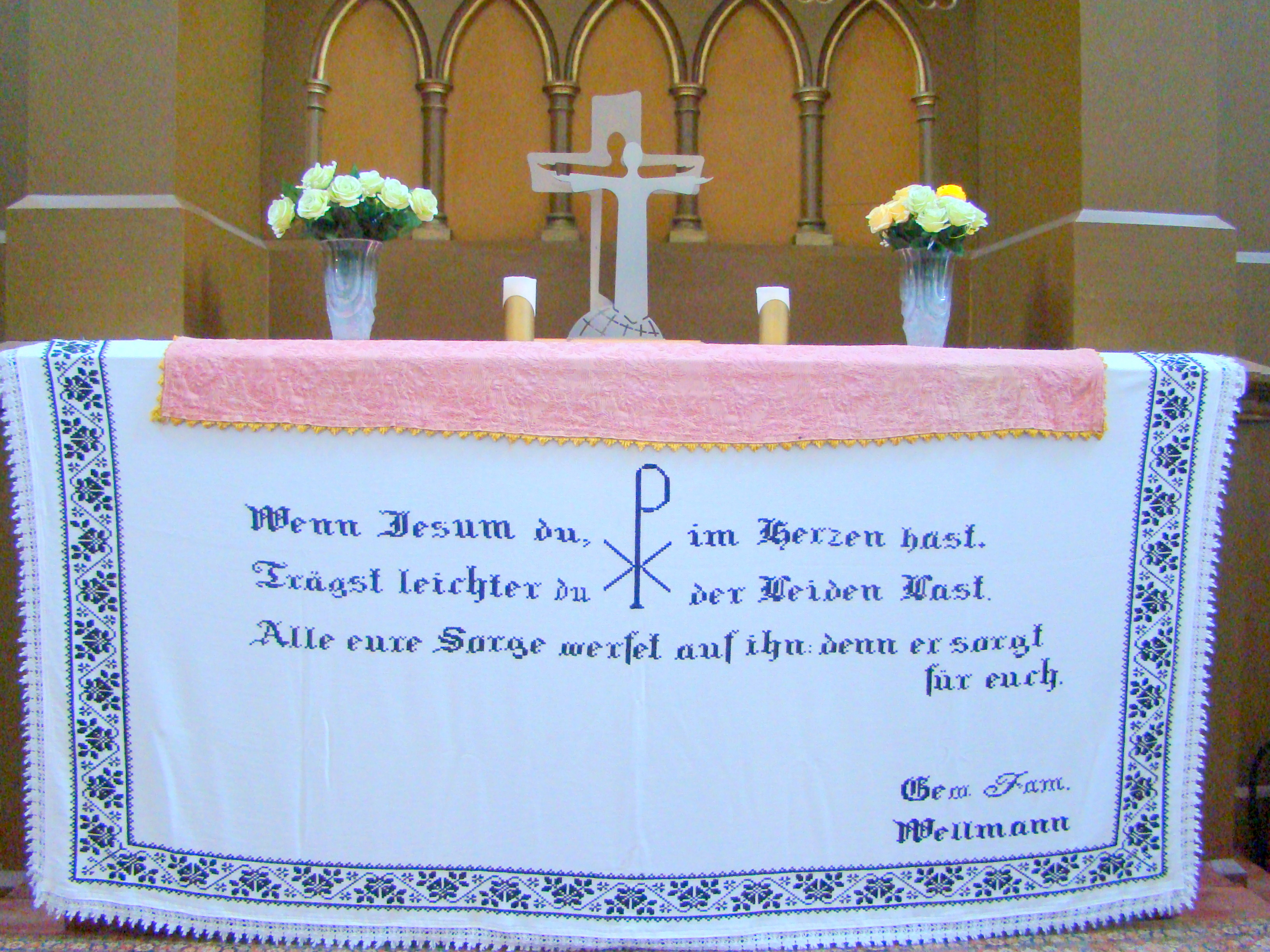
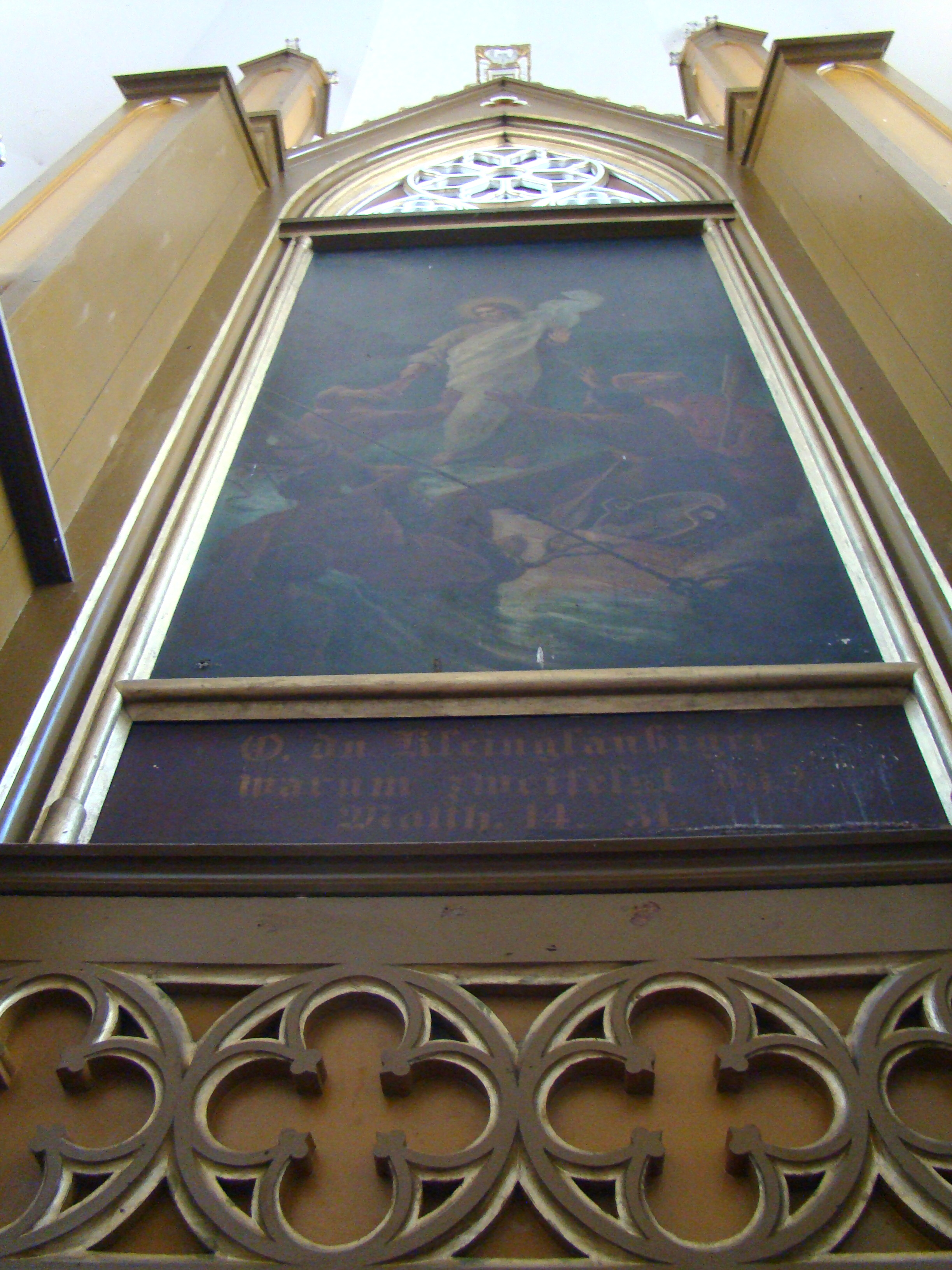
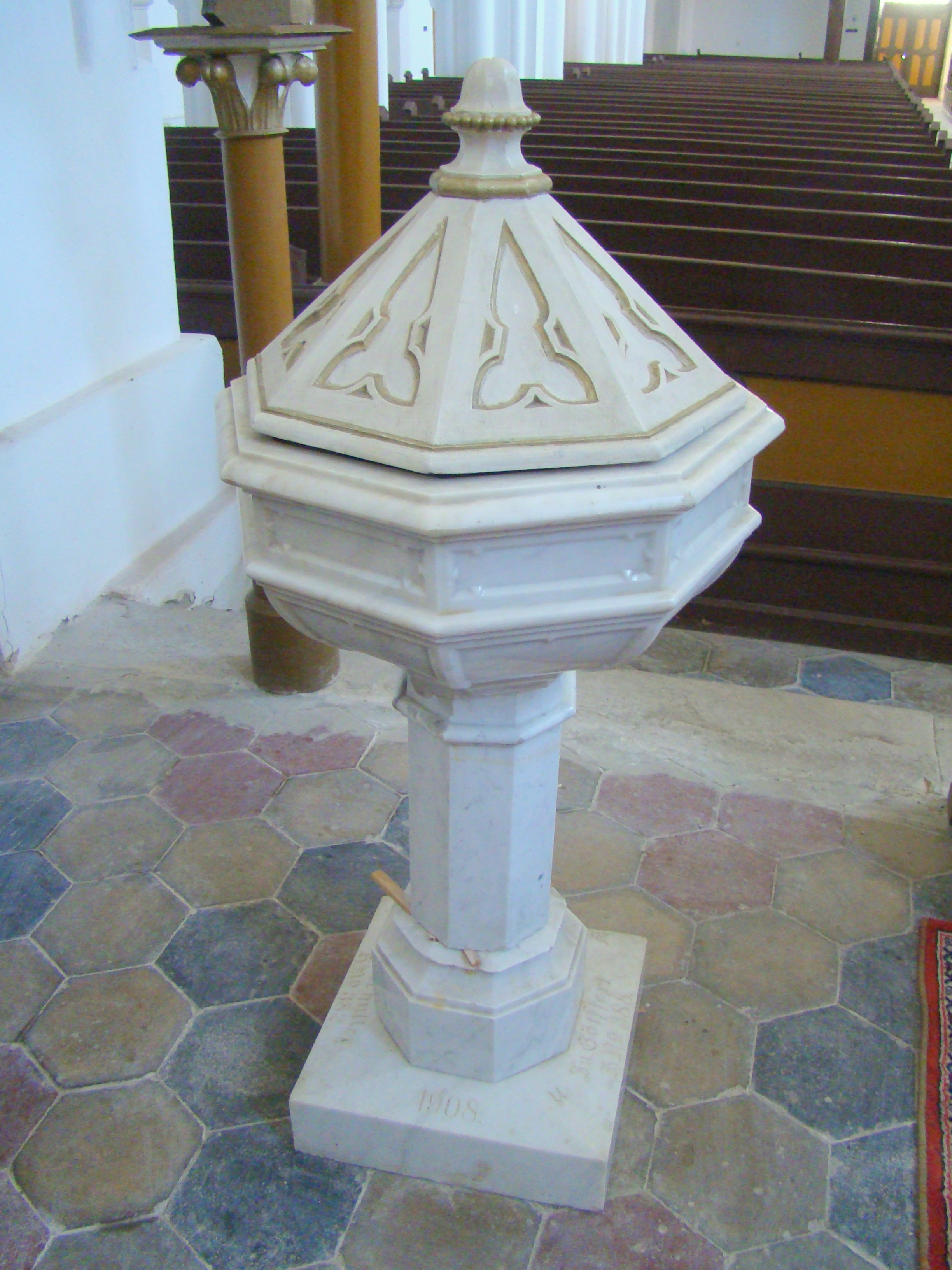
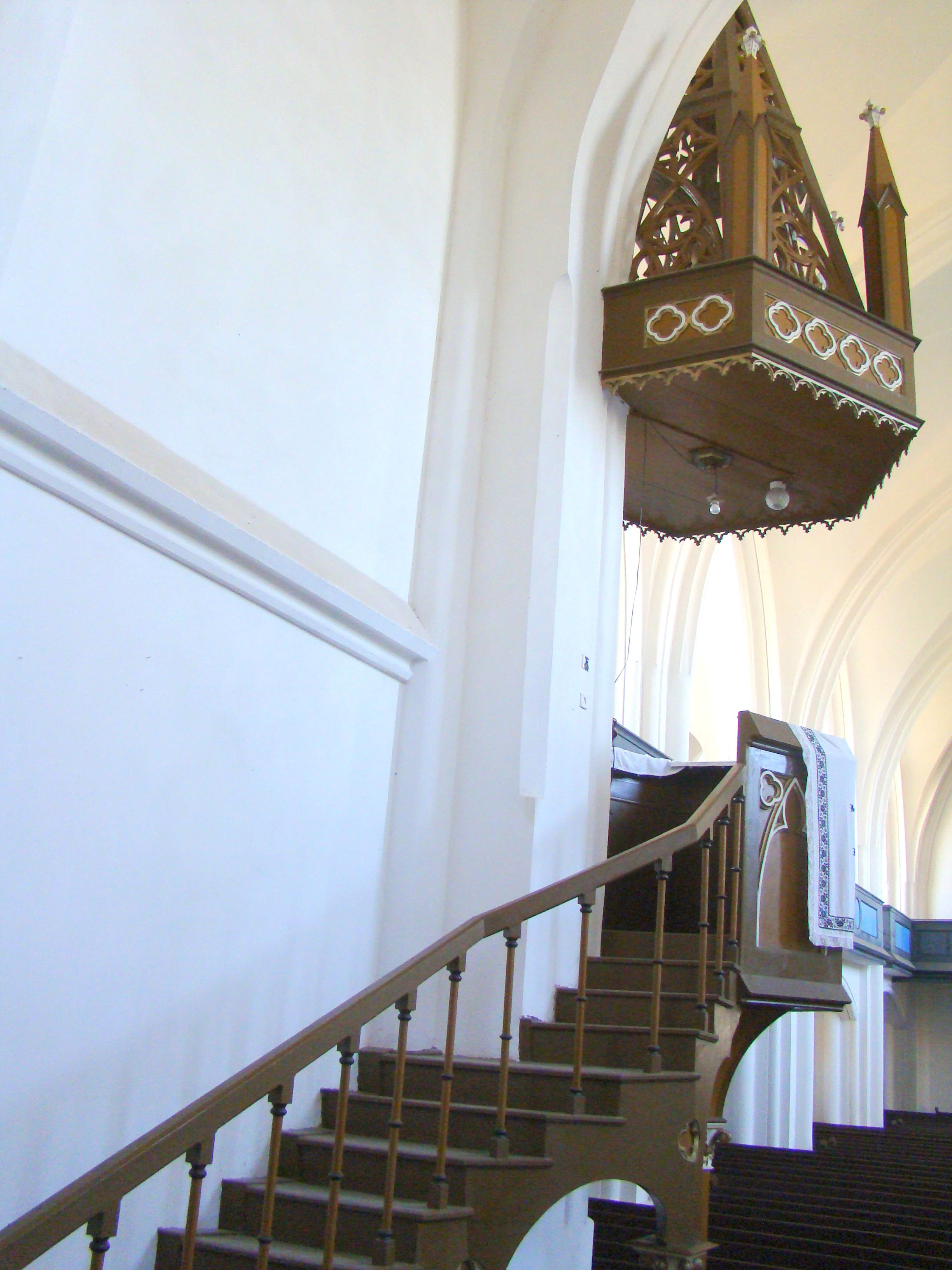
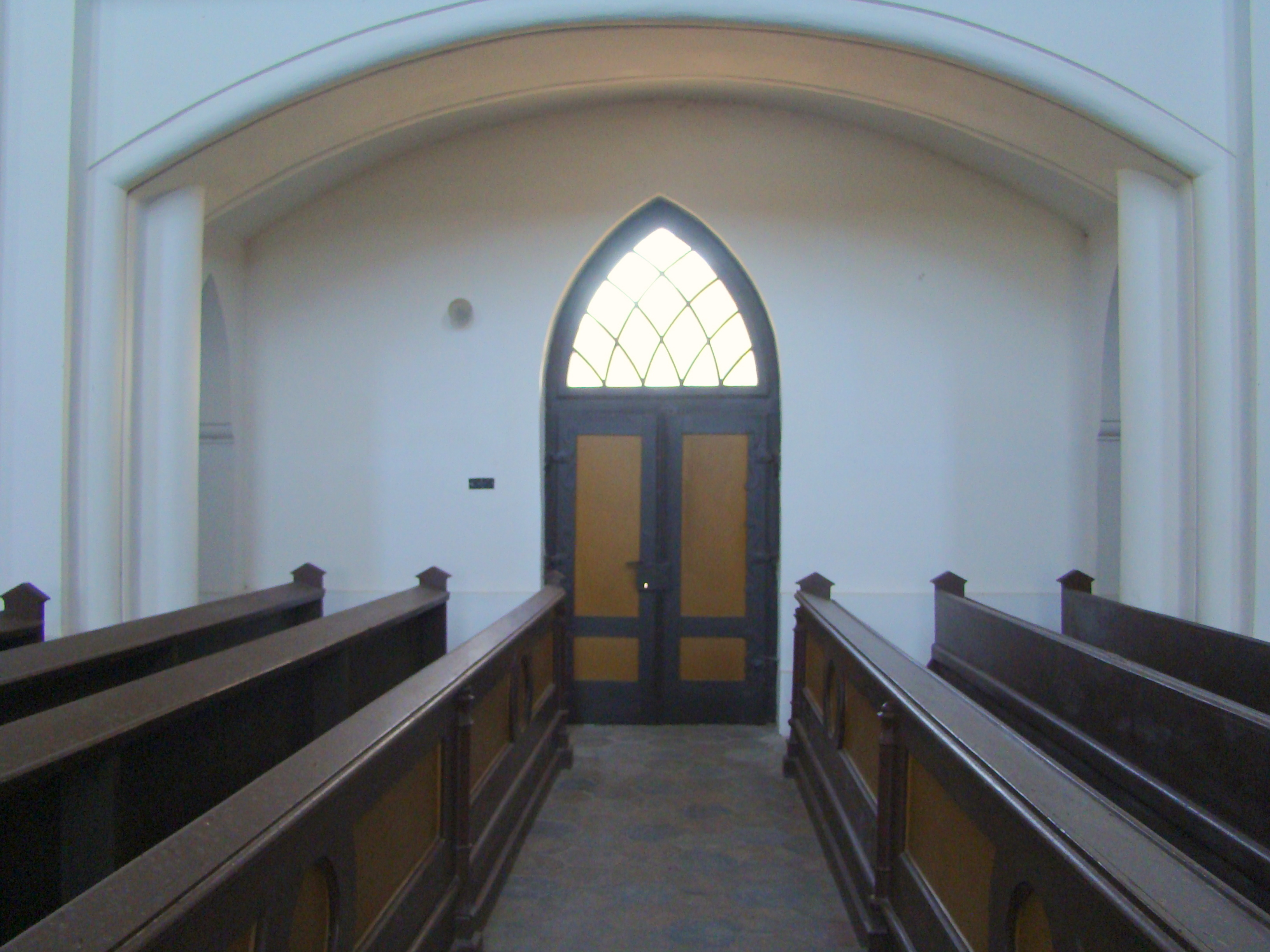
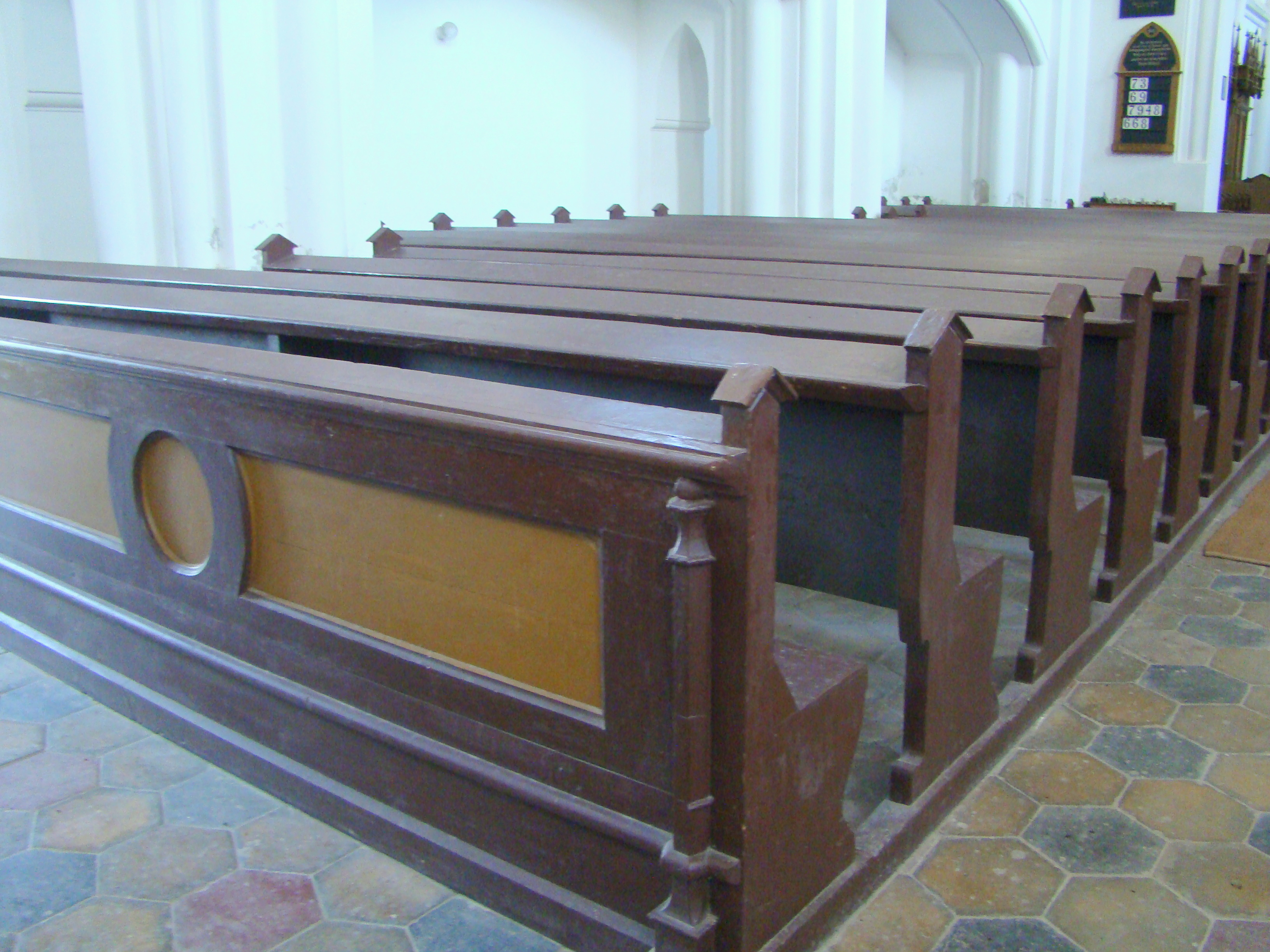
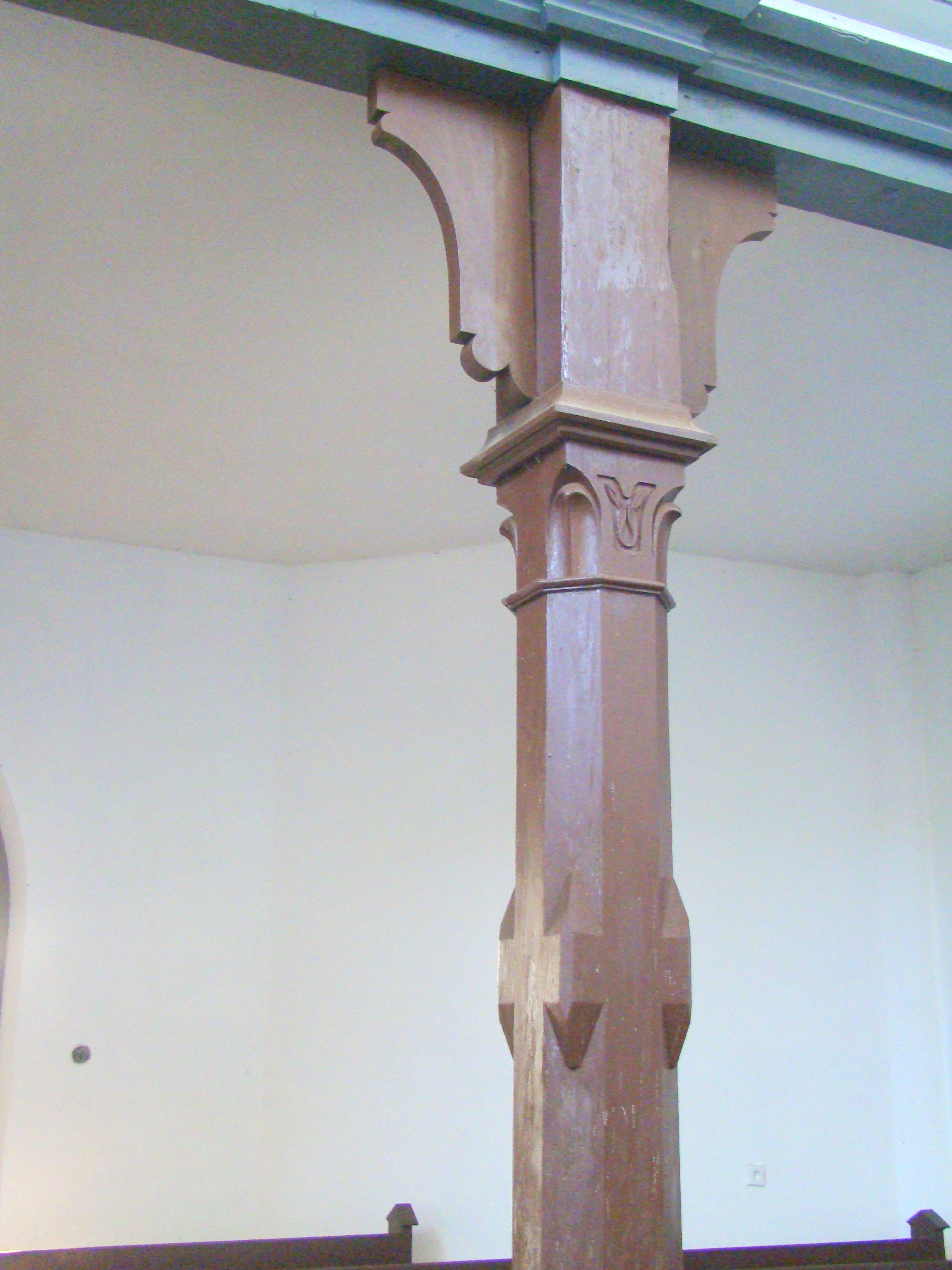
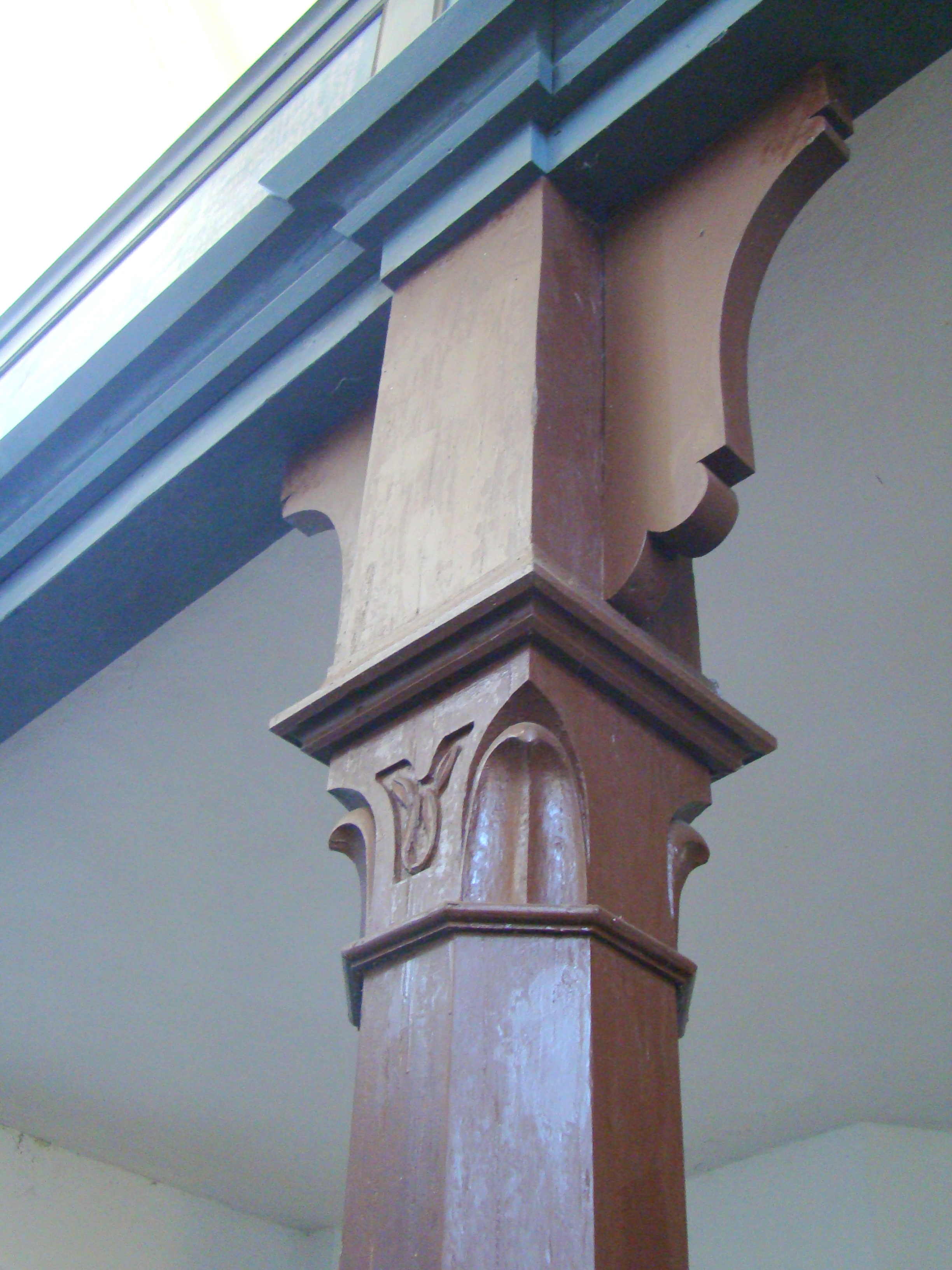
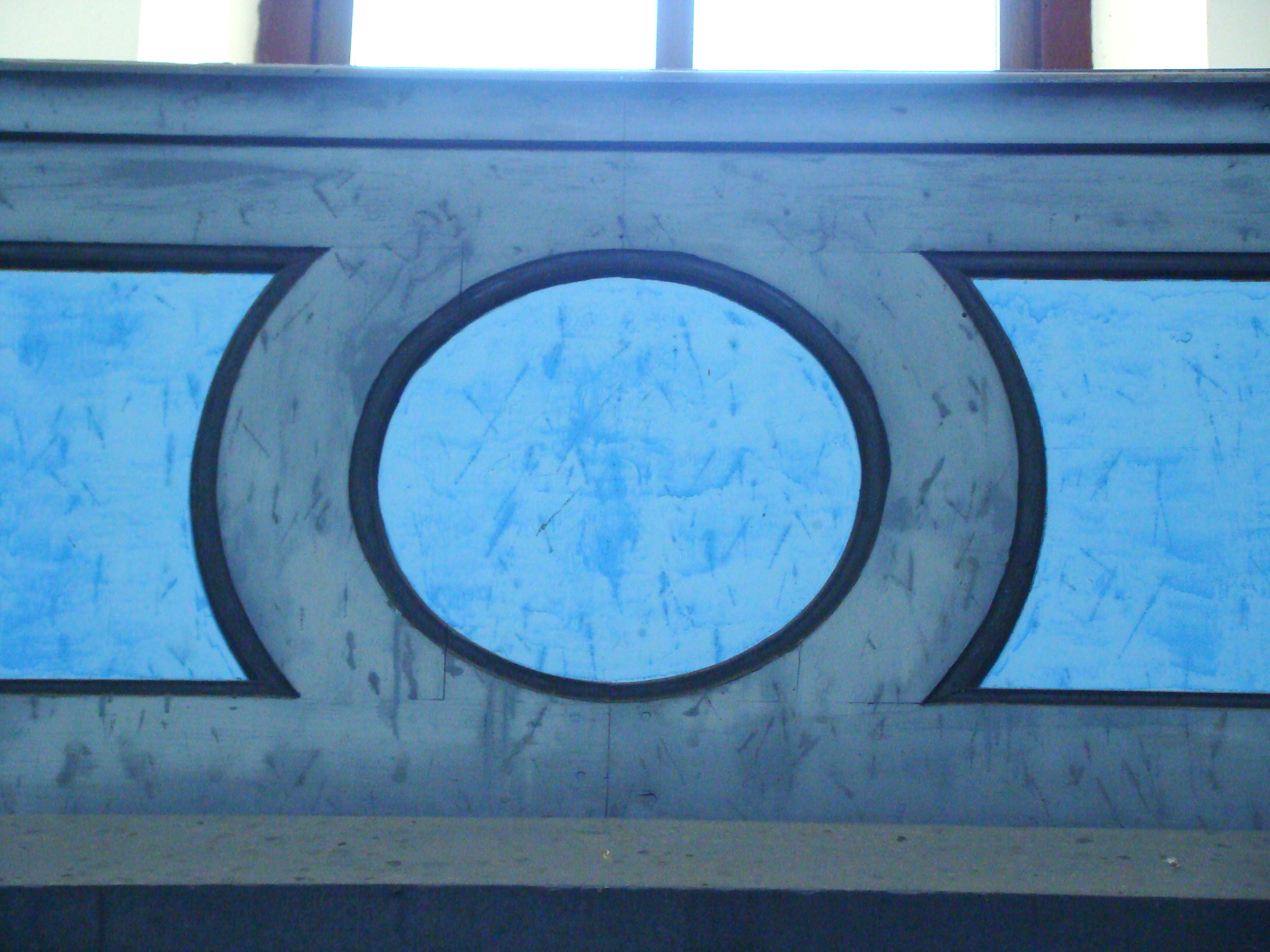
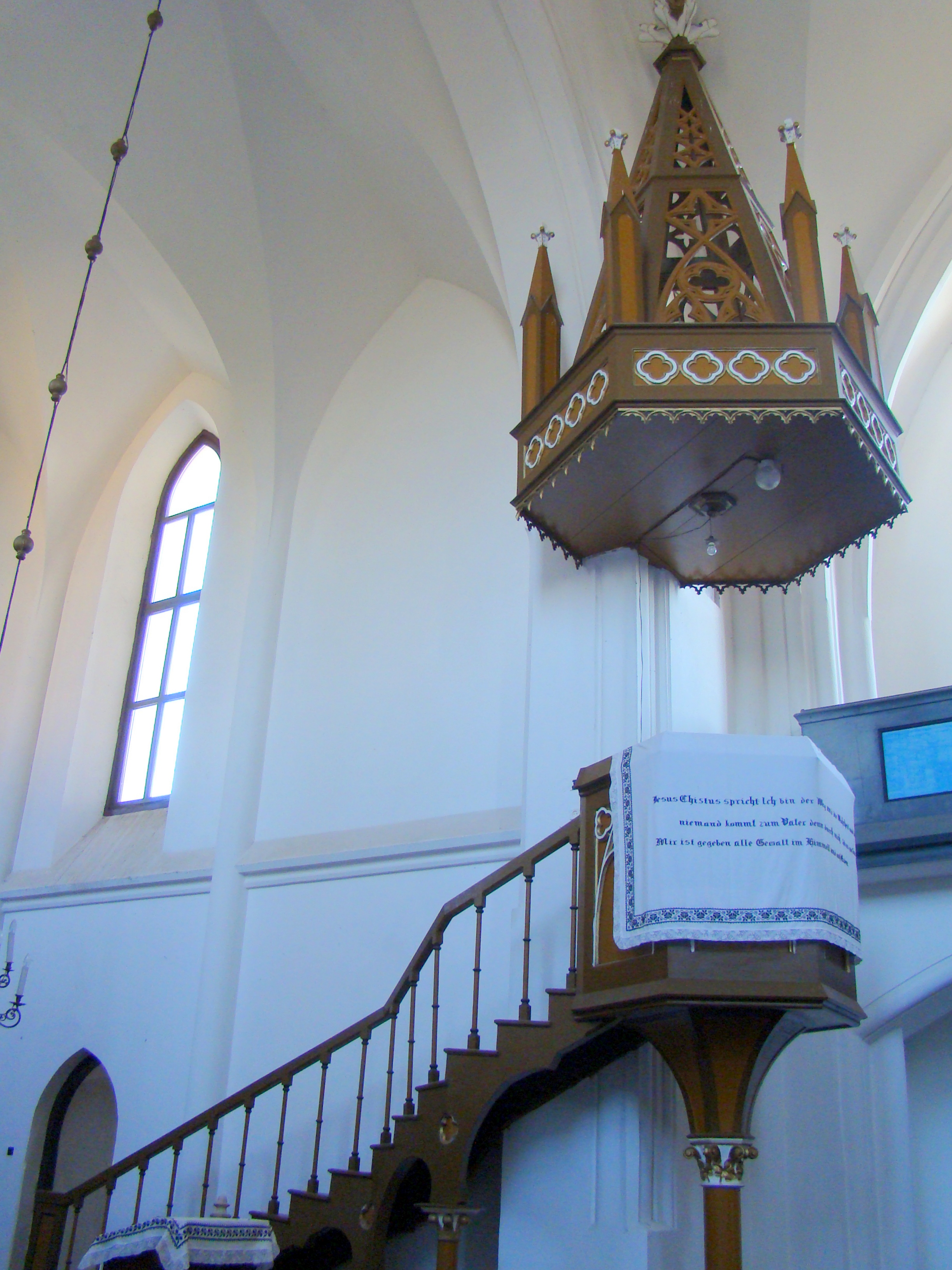